# 69 Pułk Piechoty (II RP)
69 pułk piechoty (69 pp) – oddział piechoty Armii Wielkopolskiej i Wojska Polskiego w II Rzeczypospolitej.
Pułk sformowany został w 1919 jako 11 pułk Strzelców Wielkopolskich. Po zjednoczeniu Armii Wielkopolskiej z Wojskiem Polskim, 5 lutego 1920 przemianowany został na 69 pułk piechoty. Walczył w wojnie polsko-bolszewickiej. Wyróżnił się w walkach podczas sierpniowej kontrofensywy z rejonu Modlina. Szczególny sukces odniósł w czasie działań pościgowych na pograniczu niemieckim. Po zakończeniu działań wojennych pułk pełnił służbę na linii demarkacyjnej na Suwalszczyźnie. W okresie pokoju stacjonował w Gnieźnie. Wchodził w skład 17 Wielkopolskiej Dywizji Piechoty. W czasie kampanii wrześniowej walczył w składzie macierzystej dywizji w obszarze działania Armii „Poznań”.

## Formowanie i działania w Wielkopolsce

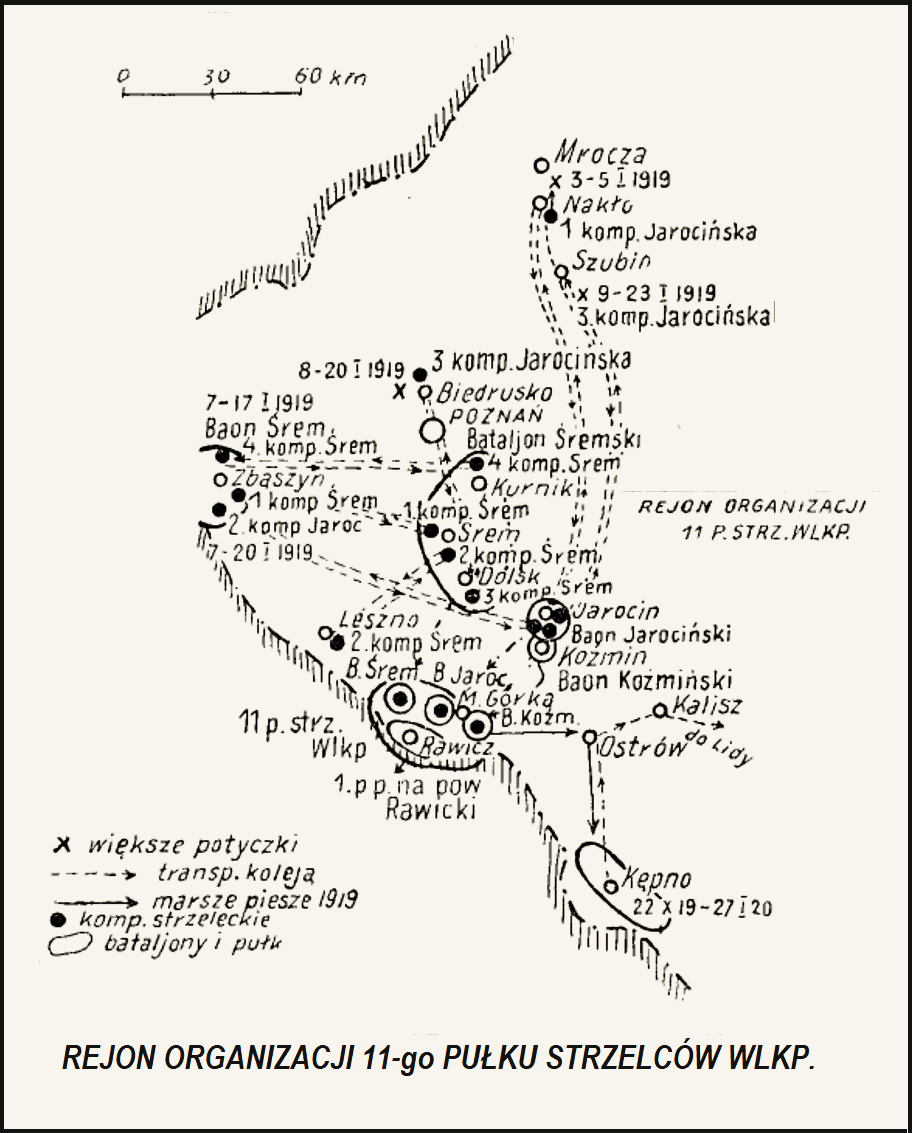
Jan Filary, Zarys historji wojennej 69-go pułku piechoty

### Działania zalążków pułku
23 lutego 1919, z wielkopolskich oddziałów powstańczych: batalionu – śremskiego, jarocińskiego, koźmińskiego i 1 pp z powiatu rawickiego powstał 11 pułk Strzelców Wielkopolskich. Bataliony powstańcze wywodziły się ze sformowanych w listopadzie 1918 kompanii bezpieczeństwa. 11 listopada 1918 z inicjatywy ppor. dr. Jana Celichowskiego zorganizowana została w Kórniku kompania piechoty. W nocy z 27 na 28 grudnia pododdział wyruszył w kierunku Poznania. 31 grudnia przybyła do Śremu, wchodząc w skład batalionu ppor. Stefana Chosłowskiego. Kilka dni później batalion powiększył się o kompanię ppor. Tomasza Paula z Dolska oraz pododdział karabinów maszynowych Daniela Kęszyckiego i półszwadron kawalerii Wiktora Unruga. Ten ostatni ostatecznie wzmocnił szeregi 1 pułku Ułanów Wielkopolskich.
W tym samym czasie w Kórniku przystąpiono do organizacji kompanii pod dowództwem ppor. Mariana Trawińskiego (a następnie ppor. Sylwestra Gawrycha), która ruszyła na front pod Leszno. W dniach 7 do 17 stycznia 1919 batalion śremski wszedł do walki pod Łomnicą i Strzyżewem. Następnie powrócił do Śremu i po reorganizacji powrócił na front na odcinek Miejskiej Górki, a w lutym brał udział w zajmowaniu kolejnych miejscowości. W skład II batalionu pułku weszły: batalion jarociński ppor. Zbigniewa Ostroroga-Gorzeńskiego i 1 kompania batalionu koźmińskiego Michała Lorkiewicza. 1 kompania pod dowództwem ppor. Bronisława Kirchnera działała w rejonie Nakła, zajmując miejscowości Mrocza i Ślesin. W początkach lutego kompania skierowana została do wzmocnienia frontu w rejonie Miejskiej Górki. W tym samym czasie na froncie rawickim walczył batalion koźmiński ppor. Józefa Modlibowskiego, którego później dwie kompanie weszły w skład 11 pułku strzelców. Bazą III batalionu stał się batalion jutrosiński i 2 kompania batalionu koźmińskiego.

### Organizacja 11 pułku strzelców wielkopolskich
W lutym 1919 w rejonie Miejskiej Górki przystąpiono do organizacji 11 pułku strzelców wielkopolskich. W lokalu dyrekcji miejscowej cukrowni desygnowany na dowódcę pułku płk Adolf Jan Kuczewski zebrał wszystkich dowódców oddziałów działających na tym terenie. Ostatecznie w skład pułku weszły trzy bataliony liczące po cztery kompanie strzeleckie i po jednej kompanii karabinów maszynowych. Były to: batalion śremski jako I baon pod dowództwem por. Stefana Chosłowskiego; batalion jarociński jako II baon pod dowództwem kpt. Wincentego Nowaczyńskiego; batalion jutrosiński jako III baon pod dowództwem ppor. Ignacego Buszy. Za datę utworzenia pułku przyjęto 23 lutego 1919, a organizacyjnie pułk podporządkowany został 3 Dywizji Strzelców Wielkopolskich gen. ppor. Wincentego Odyńca. Do połowy września pułk stał na pozycjach na linii Kawcze – Zecele. Następnie został zluzowany przez pododdziały 9 pułku strzelców wielkopolskich  i  przeszedł do odwodu w rejonie Krotoszyna. W październiku przemieścił się do Ostrowa, skąd 22 października skierowany został na linię demarkacyjną w rejonie Wieruszów – Sulmierzyce, luzując tam 12 pułk strzelców wielkopolskich. W grudniu stał w odwodzie w rejonie Ostrów – Sulmierzyce – Raszków. W połowie stycznia 1920 pułk zajmował i obsadzał ziemie przyznane Polsce traktatem pokojowym. 21 stycznia zajął kwatery w rejonie Kępno – Ostrzeszów.
W grudniu 1919 batalion zapasowy pułku stacjonował w Śremie. 5 lutego 1920 oddział przemianowany został na 69 pułk piechoty.
| Struktura i obsada personalna pułku w latach 1919−1920 | Struktura i obsada personalna pułku w latach 1919−1920 | Struktura i obsada personalna pułku w latach 1919−1920 |
| Stanowisko                                             | Stopień, imię i nazwisko                               | Czasokres                                              |
| ------------------------------------------------------ | ------------------------------------------------------ | ------------------------------------------------------ |
| Dowódca pułku                                          | kpt. Kościa                                            | był 25 VIII                                            |
| Dowódca pułku                                          | ppłk Wacław Kluczyński                                 | 1 IX 1920 -                                            |
| dowódca I batalionu                                    | por. Stefan Chosłowski                                 | II 1919                                                |
| dowódca I batalionu                                    | ppor. Ignacy Busza                                     | był 17 V 1920 - †24 VIII                               |
| adiutant I batalionu                                   | ppor. Filipowicz                                       | był 24 VIII                                            |
| dowódca 1 kompanii                                     | ppor. Wiza                                             | był 14 VII                                             |
| dowódca 2 kompanii                                     | ?ppor. Rosochowicz                                     | był 17 V 1920                                          |
| dowódca 3 kompanii                                     | ppor. Markowski                                        | był 17 V 1920                                          |
| dowódca 4 kompanii                                     | ?ppor. Jan Filary                                      | był 17 V 1920                                          |
| dowódca II batalionu                                   | kpt. Wincenty Nowaczyński                              | II 1919                                                |
| dowódca II batalionu                                   | por. Busza?                                            | był 22 VII                                             |
| dowódca II batalionu                                   | ppor. Krystofiak                                       | był 24 VIII 1920                                       |
| dowódca 5 kompanii                                     | ppor. Wojciech Kozal                                   | † 15 VII 1920                                          |
| dowódca 5 kompanii                                     | ppor. Stefan Słabęcki                                  | był 24 VII 1920                                        |
| dowódca 6 kompanii                                     | ppor. Franciszek Nowak                                 | był 24 VII 1920 †                                      |
| dowódca III batalionu                                  | ppor. Ignacy Busza                                     | III 1919                                               |
| dowódca III batalionu                                  | ppor. Domagalski                                       | był 17 V 1920                                          |
| dowódca III batalionu                                  | ppor. Stefan Słabęcki                                  | był 19 VIII 1920                                       |
| dowódca 10 kompanii                                    | ppor. Zwierzchowski                                    | był 5 VII 1920                                         |
| dowódca 11 kompanii                                    | ppor. Grześkowiak                                      | był 17 V 1920                                          |
| dowódca 3 kkm                                          | ppor. Maciejewski                                      | był 17 V 1920                                          |

## Pułk w walce o granice

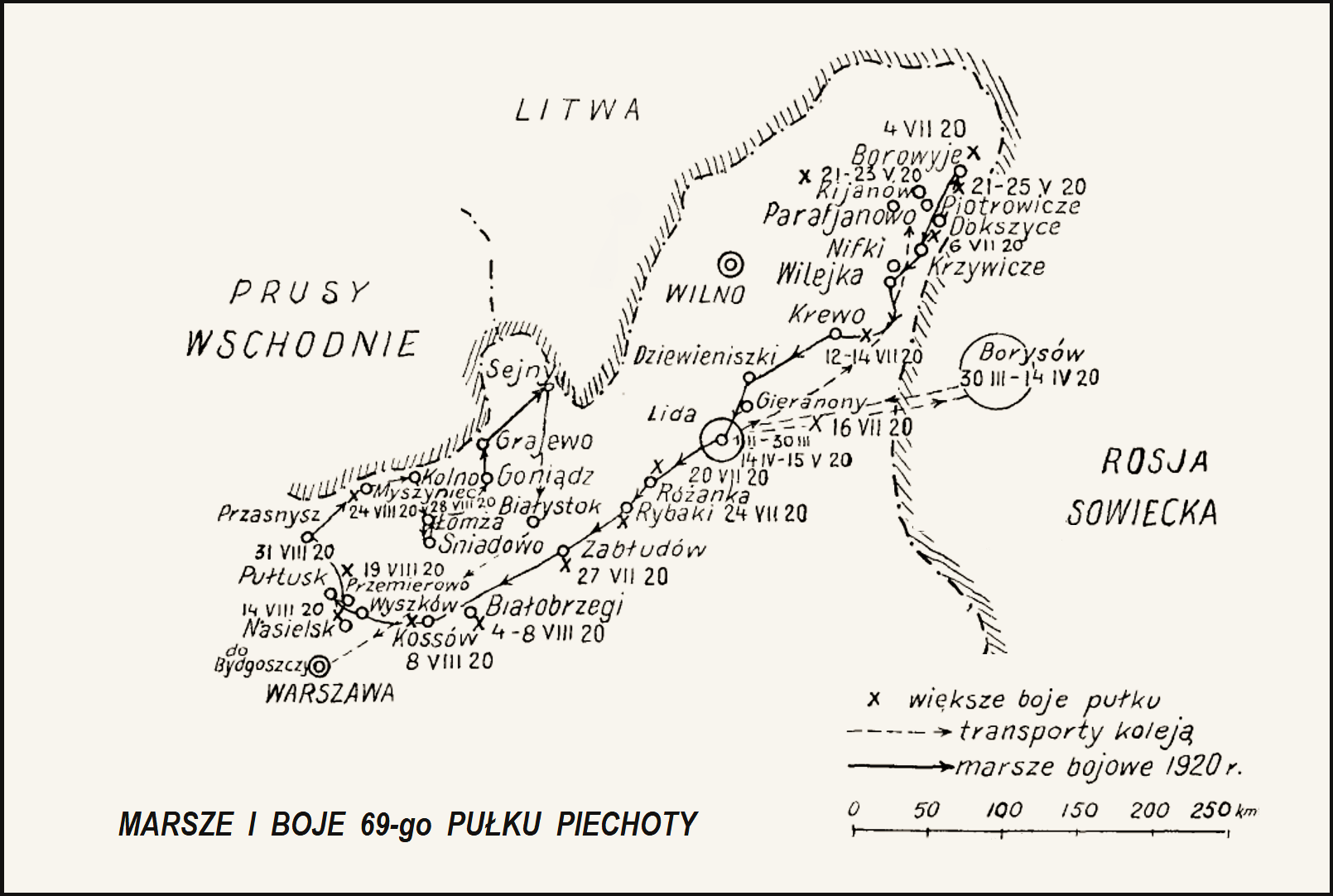
Jan Filary, Zarys historji wojennej 69-go pułku piechoty

### Walki na froncie polsko-bolszewickim
27 stycznia 1920 pułk przybył transportem kolejowym na Front Litewsko-Białoruski do Lidy i do końca marca przebywał w tym rejonie. 30 marca pułk wyjechał do Borysowa, gdzie wraz z I/70 pp i dwoma szwadronami 17 pułku ułanów tworzył grupę majora Stanisława Thiela i w jej składzie obsadził przedmoście „Borysów” na wschodnim brzegu Berezyny. Po fiasku rozmów polsko-sowieckich 20 kwietnia pułk wrócił do Lidy. Dowództwo pułku kwaterowało w Małejkowszczyźnie.
Pierwsza ofensywa wojsk Tuchaczewskiego
15 maja rozpoczęła się pierwsza ofensywa wojsk Tuchaczewskiego, a od 17 maja poszczególne bataliony przegrupowywane zostały na różne odcinki frontu 1 Armii.
 III batalion ppor. Domagalskiego walczył pod Lipskiem. Wyruszył z Lidy i poprzez Mołodeczno−Wilejkę–Porpliszcze dotarł do Zahołowia, gdzie wszedł w skład grupy podpułkownika Juliusza Padlewskiego. Podczas przygotowań do natarcia, sowieckie oddziały, uprzedzając polski atak, uderzyły na prawe skrzydło batalionu. Pod naciskiem przeważających sił, batalion poniósł duże straty i wycofał się na linię rzeki Ponia, a stąd do Parafianowa, gdzie stacjonował już I batalion pułku. W walkach poległo 27 szeregowych i 1 oficer, a 80 szeregowych było rannych; stracono 4 karabiny maszynowe, a prawie cały tabor batalionu wpadł w ręce wroga.
 I batalion ppor. Buszy walczył pod Kijanowem. 19 maja przez Mołodeczno–Wilejkę dotarł do Parafianowa i dalej do Wielkich Sitec. Stąd 3 kompania ppor. Markowskiego przeszła do Kijanowa, nawiązała łączność z oddziałami 6 Dywizji Piechoty i podporządkowana została dowódcy III/67 pułku piechoty. W dniach 21 i 22 maja zaatakowały oddziały sowieckie i sforsowały w kilku miejscach Serwecz. Ostatecznie kontratakiem „na bagnety” zostali wyparci na drugi brzeg. 23 maja nadal trwał artyleryjski ostrzał pozycji polskich pod Kijanowem i Czerkasami. Kolejny sowiecki atak przerwał front obrony i kompanie cofnęły się do Parafianowa. Straty w tych walkach wynosiły zabitych 5 szeregowych, rannych 20 szeregowych i 3 zaginionych. W tym czasie 2 i 4 kompania walczyły w grupie generała Adolfa Kuczewskiego pod Porpliszczem. 21 maja kompanie te, wspólnie ze szkołą podoficerską 67 pułku piechoty, atakowały w kierunku na Królewszczyznę. W pościgu za wrogiem kompanie osiągnęły rubież na wschód od toru kolejowego Parafjanowo−Królewszczyzna. 22 maja nastąpił gwałtowny atak Sowietów i polskie pododdziały wycofały się do Parafianowa. Straty w tych walkach to 15 rannych.
Na przełomie maja i czerwca polska 1 Armia podjęła udane próby przejęcia inicjatywy operacyjnej. I i III 69 pp z rejonu Polowiki i Pokucie wyruszyły do natarcia na wsie Kowale−Jelnica−Wytreski, a wsparte przez II batalion 64 pułku piechoty zdobyły je. W kolejnych dniach pozycje przechodziły z rąk do rąk. Po wprowadzeniu do walk Armii Rezerwowej, sowiecka 15 Armia rozpoczęła odwrót. Bataliony 69 pp zajęły wsie Zadubienie, Nowe Siołki, Wereby, Kulikowo, a prowadząc pościg  osiągnęły rubież Berezorwy Most − Pebraczki, by 5 czerwca osiągnąć linię Wielkie Sitce − Rzepichy − tor kolejowy Parafianowo−Królewszczyzna. Tu też przybył II batalion i cały pułk przeszedł do odwodu.
Działania odwrotowe pułku
4 lipca ruszyła druga ofensywa wojsk Tuchaczewskiego. W rejonie postoju odwodowej 17 Dywizji Piechoty wojska sowieckie przerwały front w pasie obrony 11 Dywizji Piechoty. 69 pułk piechoty otrzymał rozkaz wykonania kontrataku wzdłuż toru kolejowego Parafianowo−Połock i zajęcia miejscowości Borowe. Po początkowych sukcesach w rejonie Dojlinowa, następnego dnia pułk zmuszony był wycofać się. Dalsze działania opóźniające prowadził na kierunku Parafianów−Budsław−Krzywicze−Wilejka−Mołodeczno. 12 lipca w Krewie osiągnął linię dawnych okopów niemieckich. Tu zajął pozycję na linii Krewo − Bohusze. II batalion stanowił odwód i rozmieszczony został w Ossanach, a III batalion, jako odwód dywizji, w Tomaszowcach. Świtem 14 lipca Sowieci rozpoczęli atak. Wskutek wycofania się 11 DP,  prawe skrzydło pułku zostało odsłonięte, a nieprzyjaciel wdarł się w głąb jego ugrupowania bojowego. Kontrataki II i III batalionu nie przyniosły spodziewanych rezultatów. Nastąpił dalszy odwrót na Lidę. Pułk, maszerując w kolumnie XXXIV Brygady Piechoty, kierował się nad Żyżmę. Cofnął się od Surwiliszek, omijając Traby, zajęte już przez nieprzyjaciela i dalej miał maszerować na Subotniki. Drogę musiał wykuwać sobie w walce. Podczas walki pod folwarkiem Żemłosław pułk wziął 15 jeńców i zdobył 2 karabiny maszynowe. Straty własne to: zabity dowódca 5 kompanii ppor. Wojciech Kozal i 5 szeregowych oraz 15 rannych.
Sytuacja operacyjna wymuszała dalszy odwrót pułku. Przez Lidę pułk cofał się nad Niemen i 20 lipca osiągnął linię Podrożanka − Potoki. Stąd, w składzie brygady, uderzył na Szczuczyn. Początkowo akcja uzyskała powodzenie, zdobyto Nową Rożankę, a manewrem oskrzydlającym Malewicze. Ponieważ jednak grupa gen. Lucjana Żeligowskiego nie odzyskała Grodna, 69 pp wycofał się za Niemen, a tu 17 DP weszła w skład grupy generała Władysłąwa Jędrzejewskiego. Od 22 lipca nieprzyjaciel czynił próby sforsowania Niemna. 24 lipca, wskutek oskrzydlenia, pułk opuścił swoje pozycje. II batalion cofał się na Deńkowce i został odcięty czasowo od reszty pułku. 
Po walkach nad Niemnem pułk cofnął się przez Starynę − Duniłowce − Roś i Brzostowicę do Zabłudowa. Dalej przeszedł bród na Bugu pod Białobrzegami. Tu, zgodnie z rozkazem Naczelnego Wodza, oddziały polskie miały zatrzymać Sowietów i tym samym dać czas na stworzenie zgrupowania uderzeniowego nad Wieprzem. 4 sierpnia pułk zajmował w ogniu odcinek obrony od Kosak do Kiełpiniec. Świtem 5 sierpnia nieprzyjaciel próbował bezskutecznie forsować Bug z marszu. W godzinach popołudniowych nastąpiło planowe artyleryjskie przygotowanie forsowania realizowane przez ciężką artylerię, a potem gwałtowne ataki wroga. Pod wieczór stwierdzono, że prawy sąsiad wycofał się, a nieprzyjaciel sforsował Bug. Rozpoczęły się krwawe walki o Białobrzegi. W nocy z 6 na 7 sierpnia 69 pp opuścił linię Bugu. 7 sierpnia XXXIV Brygada Piechoty pomaszerowała przez Sterdyń do Kossowa. 69 pułk piechoty obsadził Kossówkę pod Krupą. I batalion z dowództwem pułku ześrodkował się w Lipniku. Rankiem 8 sierpnia nieprzyjaciel otworzył ogień na doraźnie przygotowane pozycje obronne. Z powodu braku amunicji polskie pododdziały zmuszone były cofnąć się na pozycję odwodową. Kontratak I batalionem odzyskał utracone pozycje. Po walce pod Kossowem 17 DP została przerzucona w rejon Modlina i weszła w skład 5 Armii gen. Władysława Sikorskiego. 10 sierpnia 69 pp został samochodami przewieziony pod Pułtusk. 14 sierpnia walczył z powodzeniem na linii  Kikoły – Orzechowo.
Operacja warszawska
XXXIII Brygada Piechoty otrzymała rozkaz uderzenia na Nasielsk. 69 pułk piechoty miał zapełnić jej łączność taktyczną z oddziałami VII Brygady Rezerwowej. W tym celu wieczorem 15 sierpnia skoncentrował swoje bataliony pod Kikołami na szosie Serock − Nowy Dwór. III batalion otrzymał zadanie atakowania od czoła Wólki. Początkowo odniósł sukces, ale sowiecki kontratak odrzucił go na pozycje wyjściowe. Następnego dnia na Wólkę pułk uderzył dwoma batalionami w pierwszym rzucie i po ciężkich walkach zajął ją. Po odpoczynku bataliony wznowiły natarcie w kierunku na Nunę − Lorczyn − Kukarzewo −  Żabiczyn. Rano 17 sierpnia Sowieci próbowali bezskutecznie odzyskać teren. Jednak ogólne położenie na froncie zmusiło ich do odwrotu. 69 pułk piechoty przeszedł do pościgu w kierunku na Winnice. Tu otrzymał rozkaz marszu do Trzopowa, a potem na północ, na linię Gzowo - Kacice folwark.
 19 sierpnia III batalion ppor. Słabęckiego otrzymał rozkaz przełamania pozycji obronnej nieprzyjaciela pod lasem na północ od Przemiarowa. 
Wykonanie zadania wiązało się ze zdobyciem wioski i sforsowaniem rzeczki. Pierwszy atak załamał się w nieprzyjacielskim ogniu artyleryjskim i karabinów maszynowych, a Sowieci szykowali się do kontrataku. W sukurs przyszły dwa bataliony 68 pułku piechoty, a ogniowe wsparcie zapewnił I/17 pułku artylerii polowej kapitana Łakińskiego. Wkrótce skraj lasu został osiągnięty, a nieprzyjaciel wycofał się. III/69 pp zdobył jeszcze Chmielewo i Boby. Tutaj batalion został zatrzymany przez gońca i 20 sierpnia wrócił do Przemiarowa, w rejon ześrodkowania pułku. W tej walce zdobyto 6 karabinów maszynowych, wzięto około 100 jeńców. Straty własne: 8 szeregowych zabitych, 1 oficer i 19 szeregowych rannych.
20 sierpnia pułk wyruszył do Makowa i dalej do Przasnysza. Będący w ubezpieczeniu I batalion wyruszył do Bartnik. 22 sierpnia w Bartnikach stacjonował już cały pułk. Rankiem 23 sierpnia 69 pp, wzmocniony dywizjonem 13 pułku ułanów i II/17 pap, wyruszył dwoma kolumnami, tworzącymi grupę myszyniecką. Dowodzenie nad grupą objął dowódca 13 p.uł. ppłk Mścisław Butkiewicz. Zadaniem grupy było odcięcie III Korpusowi Kawalerii Gaja odwrotu na wschód. 24 sierpnia, po forsownym marszu, kolumna wschodnia stanęła pod Myszyńcem. Miasto było silnie obsadzone przez kawalerię Gaja Gaja, posiadającą znaczną liczbę karabinów maszynowych i dział artyleryjskich. Dowódca pułku nakazał I batalionowi atakować na lewo, a II batalionowi na prawo od szosy. Po ciężkich walkach, w godzinach późnowieczornych, miasto zostało opanowane. Zdobyto 3 działa, 3 karabiny maszynowe, 4 wozy i wzięto około 40 jeńców. Straty własne to śmiertelnie ranny dowódca I batalionu ppor. Ignacy Busza i 3 szeregowych rannych. Nieprzyjaciel wycofał się i przekroczył granicę polsko-pruską. 25 sierpnia do Myszyńca weszła kolumna zachodnia i odtąd pułk stanowił jedną całość.
Działania na linii demarkacyjnej
26 sierpnia 69 pułk piechoty przemieścił się do Łomży, 30 sierpnia przeszedł w rejon Śniadowa, a 5 września zajął rejon Krasnopol − Krasne − Sejny, wysyłając na linię demarkacyjną z Litwą batalion obserwacyjny. II batalion w utarczkach z Litwinami na linii Galińce − Wigrańce − Berżniki zdobył wyposażenie jednej baterii artylerii ciężkiej, kilka kuchni polowych, 11 karabinów maszynowych i wziął do niewoli dużą liczbę jeńców.
Pułk pozostawał na linii demarkacyjnej do 29 listopada, pełniąc tam służbę na przemian z 70 pułkiem piechoty. W tym dniu został zluzowany przez 41 suwalski pułk piechoty. Po zluzowaniu, marszem pieszym przegrupował się do Białegostoku, skąd koleją przewieziony został do Bydgoszczy.

### Mapy walk pułku

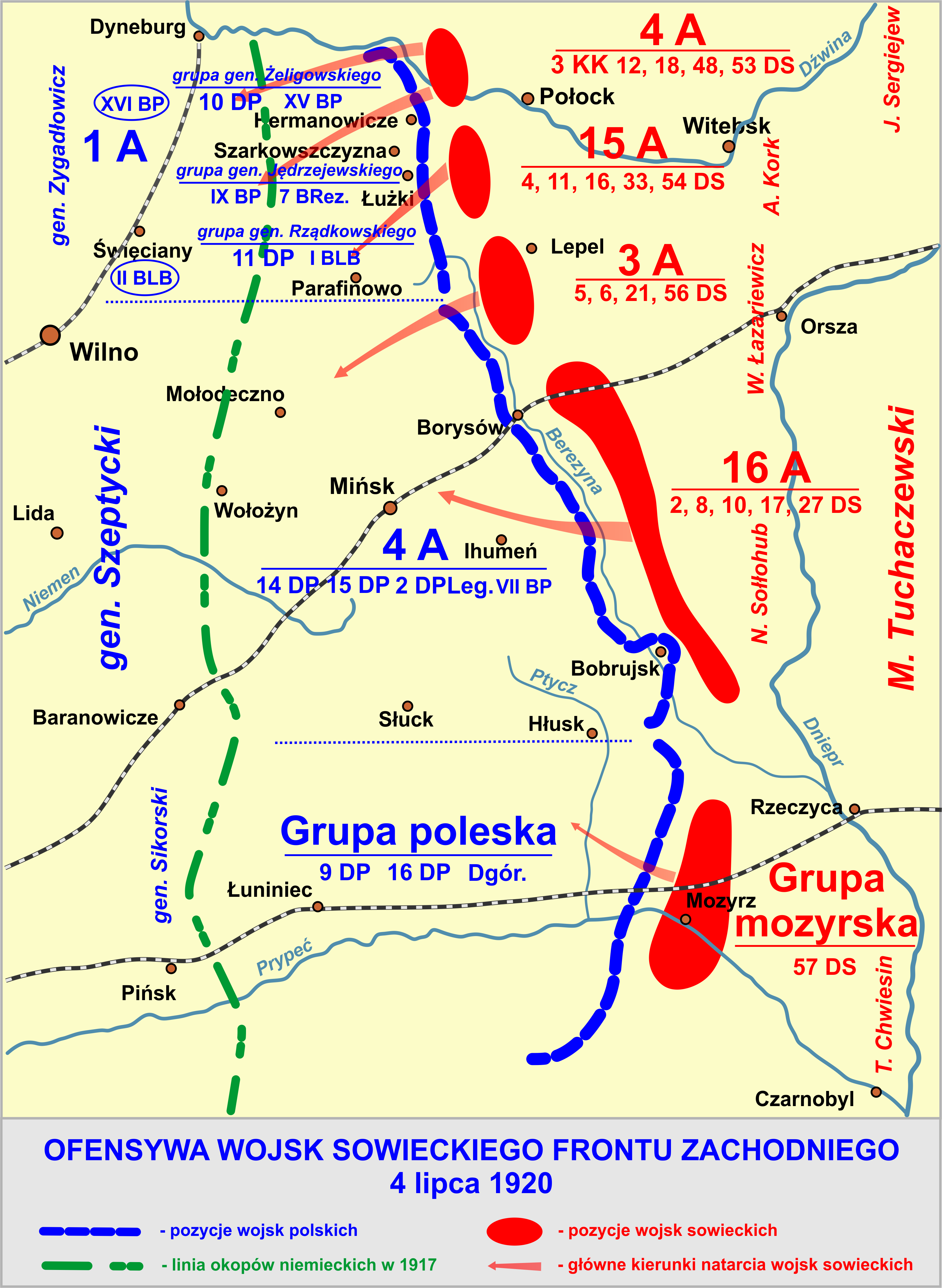
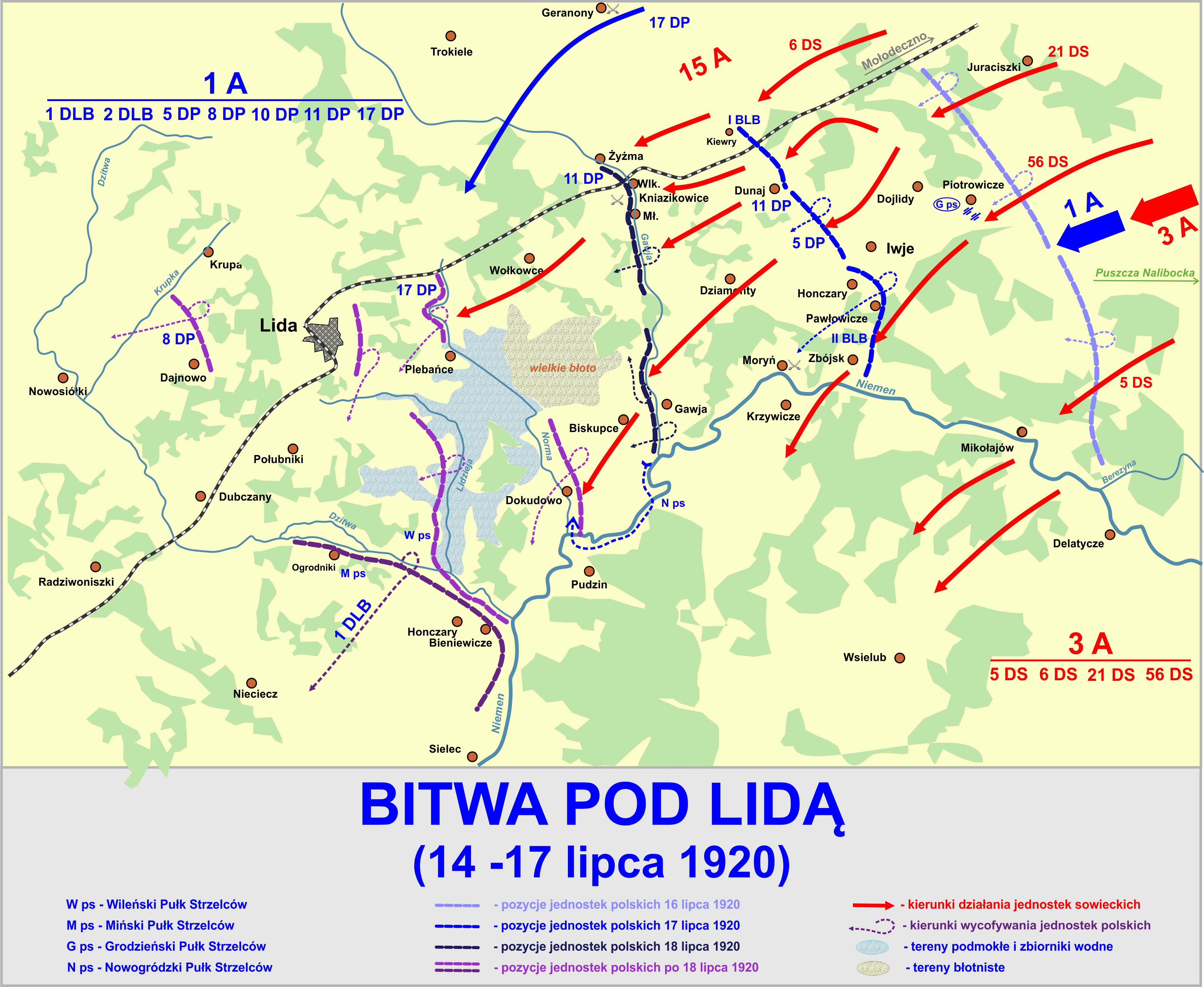
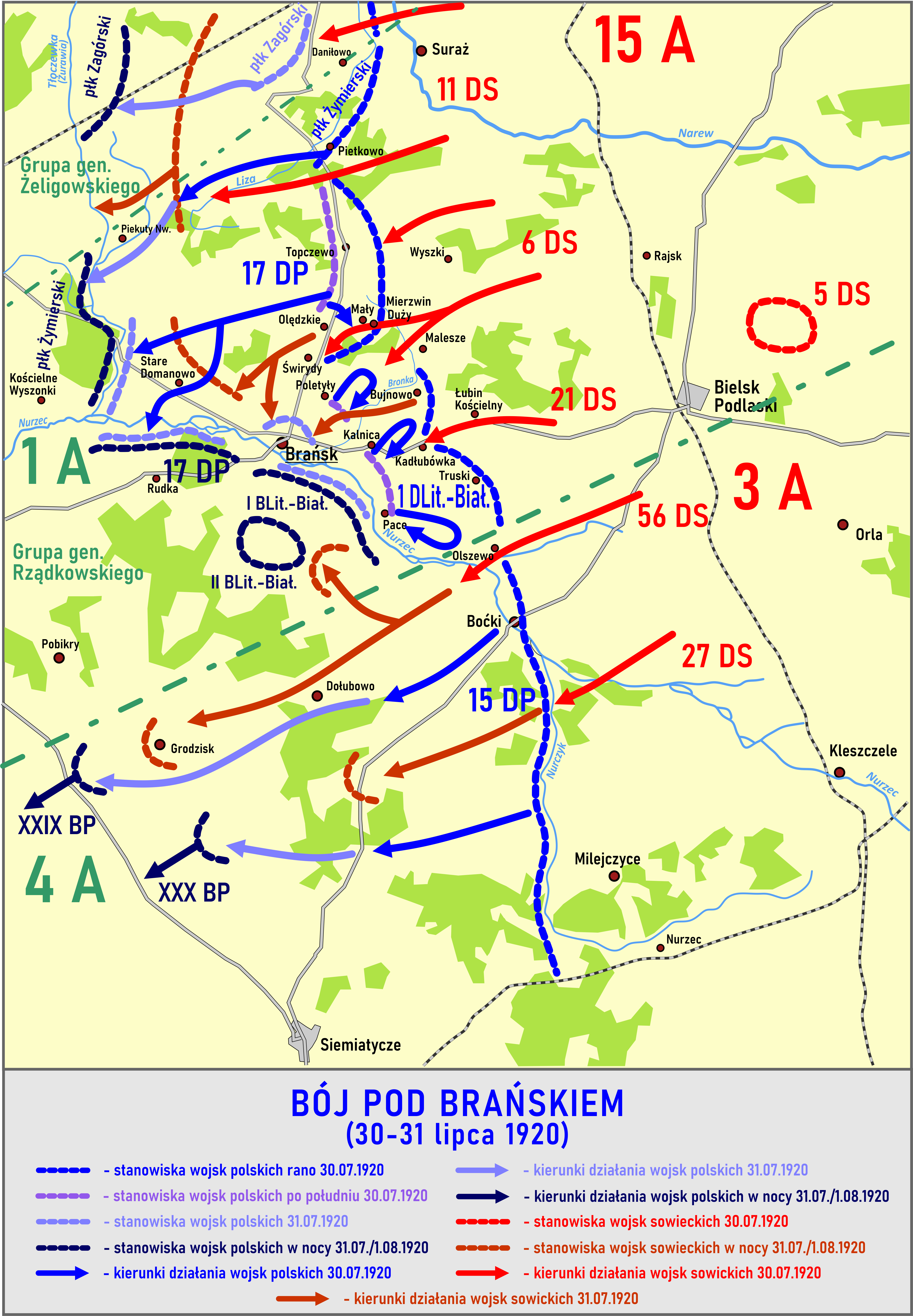
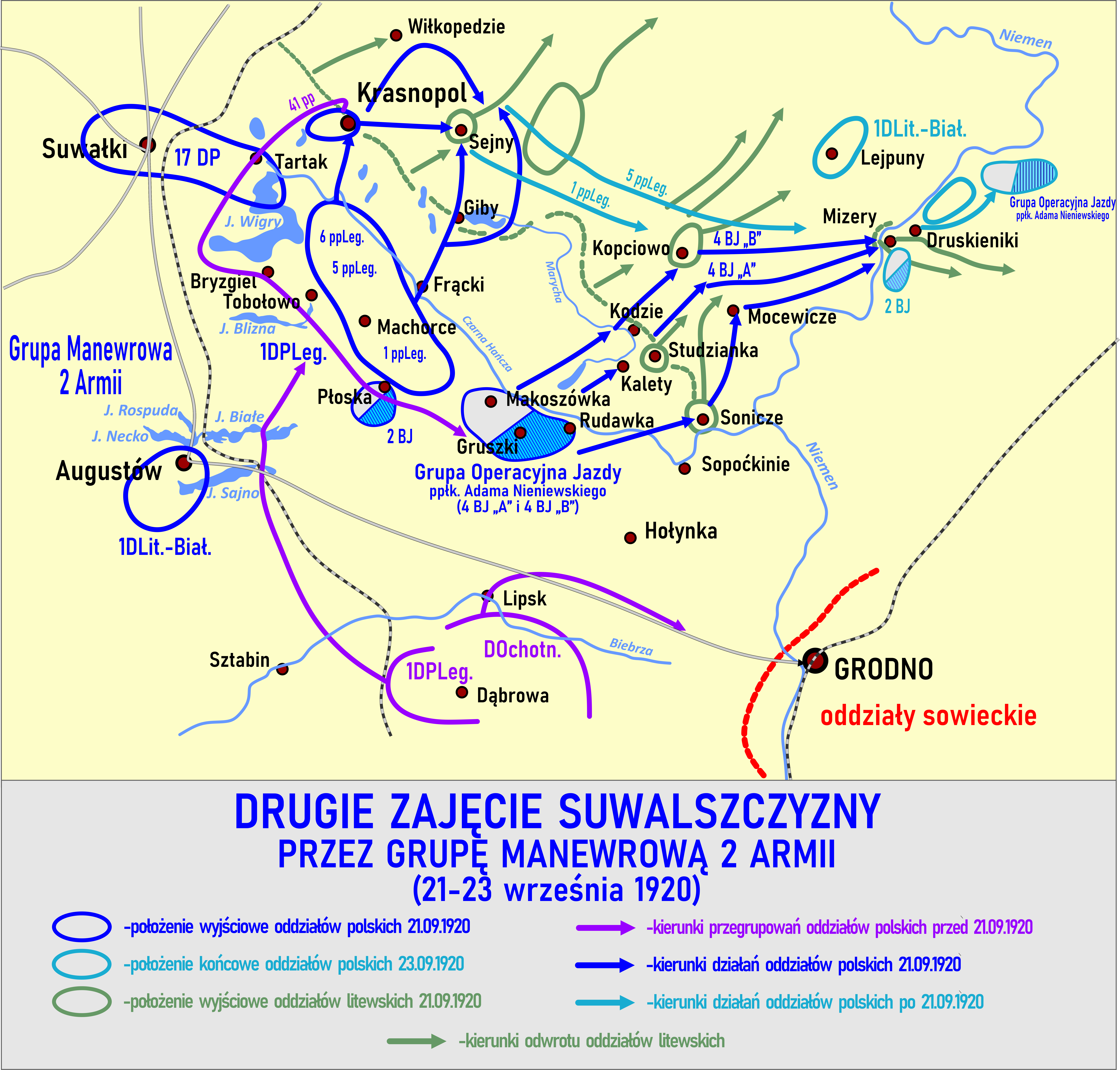
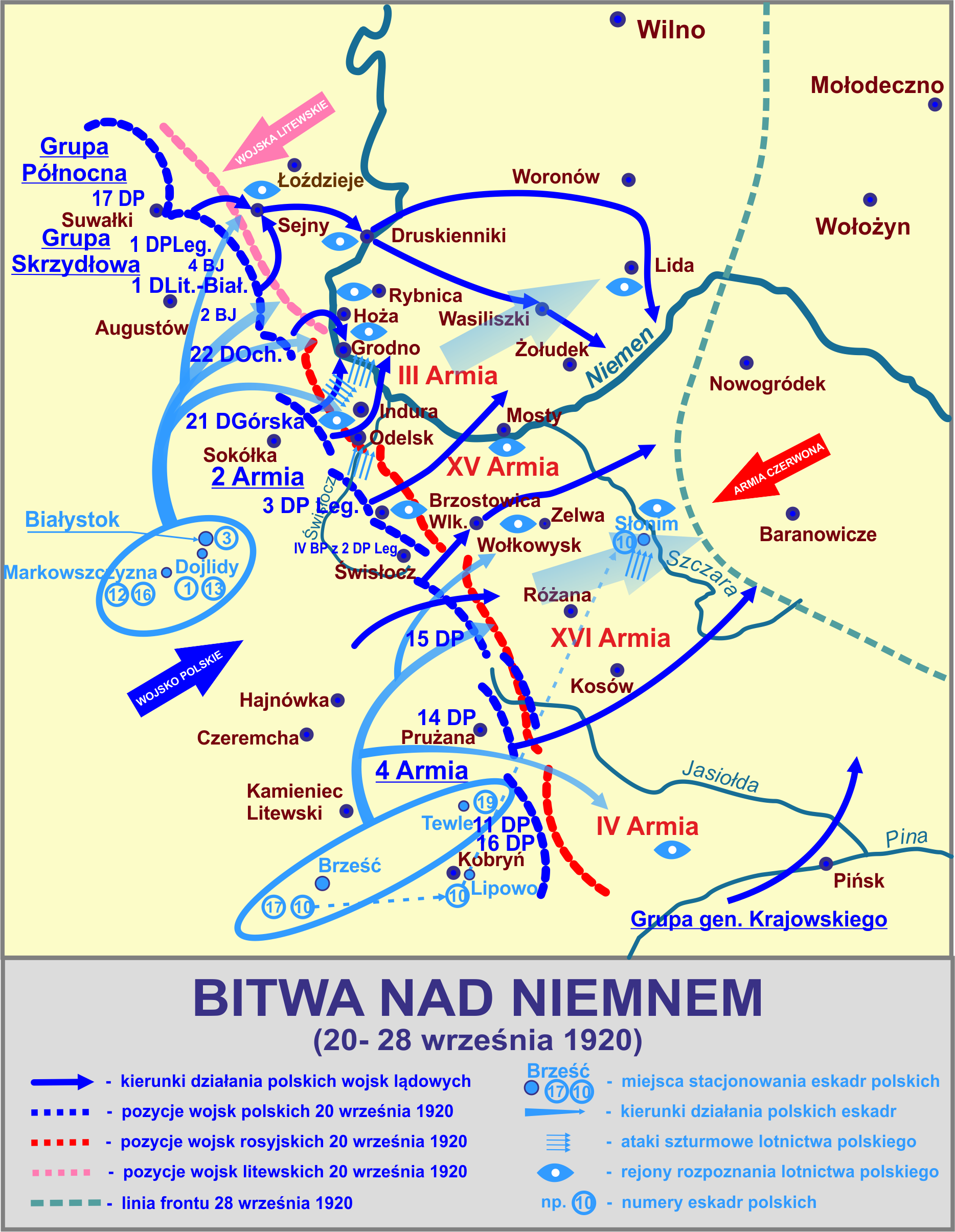

### Kawalerowie Virtuti Militari
| Żołnierze pułku odznaczeni Krzyżem Srebrnym Orderu Wojskowego Virtuti Militari | Żołnierze pułku odznaczeni Krzyżem Srebrnym Orderu Wojskowego Virtuti Militari | Żołnierze pułku odznaczeni Krzyżem Srebrnym Orderu Wojskowego Virtuti Militari |
| ------------------------------------------------------------------------------ | ------------------------------------------------------------------------------ | ------------------------------------------------------------------------------ |
| sierż. sztab. Władysław Adamski                                                | ś.p. ppor. Ignacy Busza                                                        | mjr Stefan Chosłowski                                                          |
| st. szer. Stanisław Dolata                                                     | kpr. Jan Pawlak                                                                | kpr. Antoni Rzepczyk                                                           |
| ppor. Stefan Słabęcki                                                          | plut. Józef Sobota                                                             | sierż. Ignacy Synowiec                                                         |
| sierż. Marcin Waściński                                                        |                                                                                |                                                                                |

Ponadto 19 oficerów, 8 chorążych i 81 szeregowych zostało odznaczonych Krzyżem Walecznych.

## Pułk w okresie pokoju

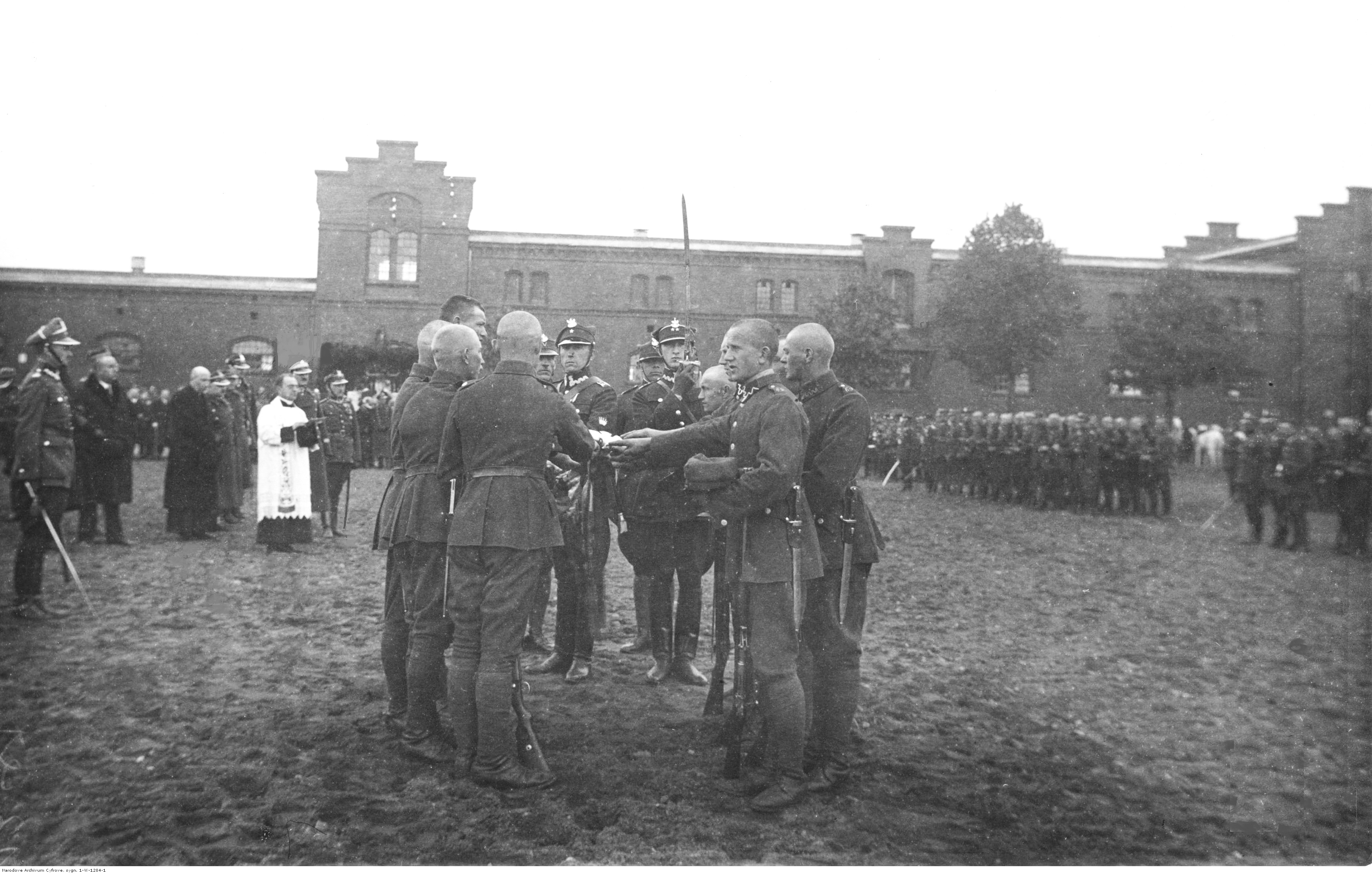
Przysięga rekrutów w 69 pp na dziedzińcu koszar w Gnieźnie.

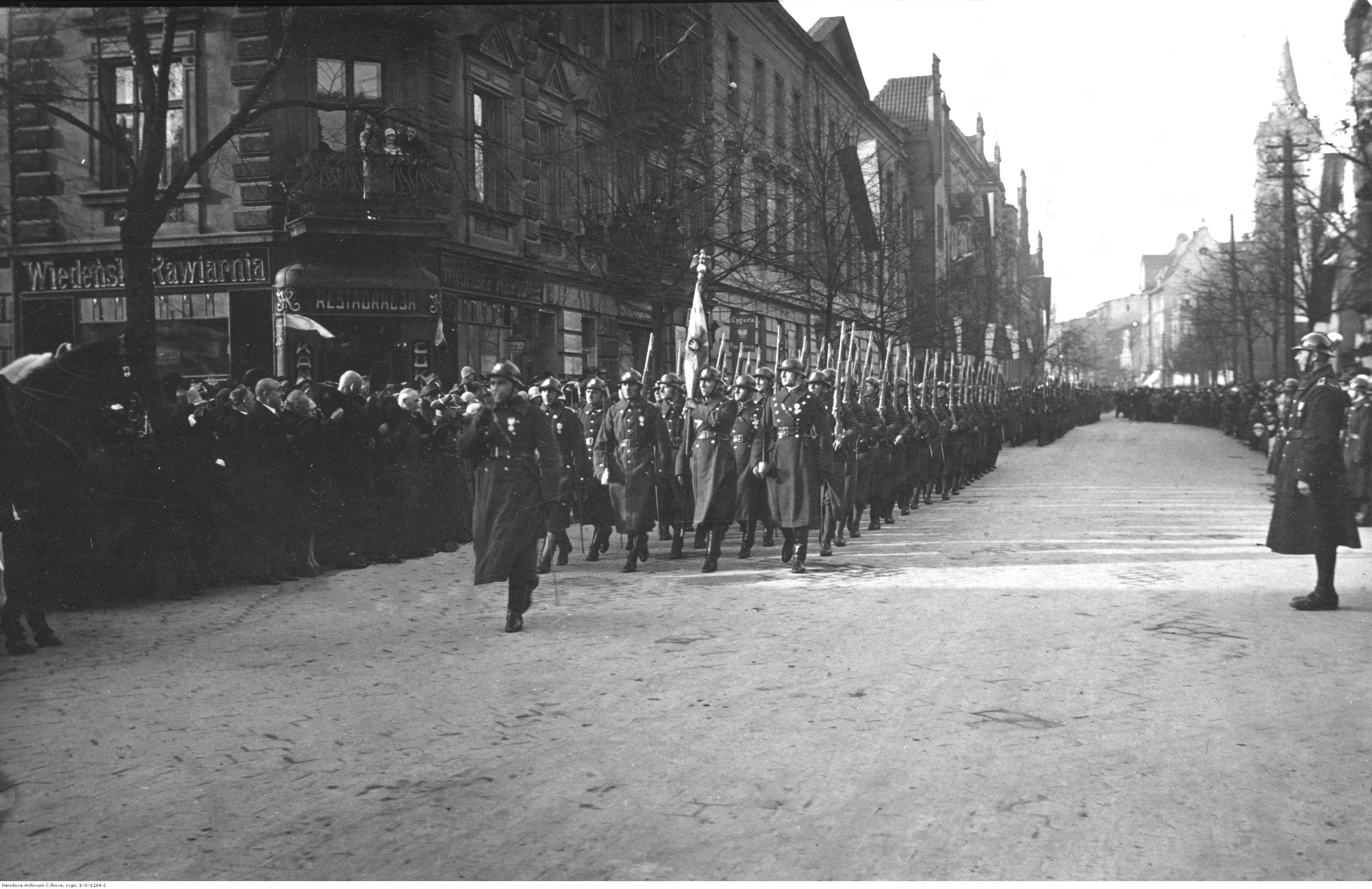
Defilada pułku ulicami miasta.

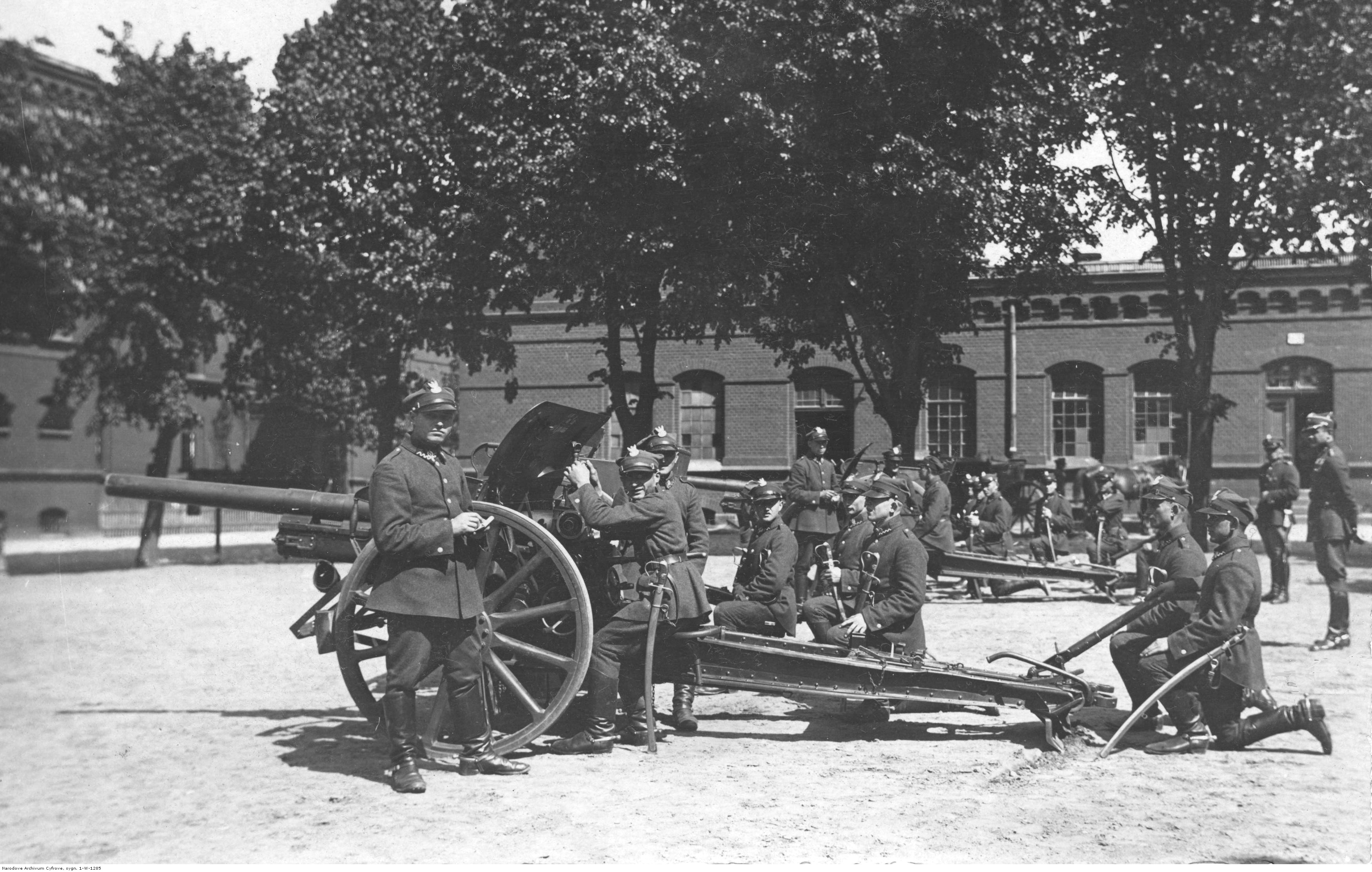
Szkolenie artyleryjskie w 69 pp

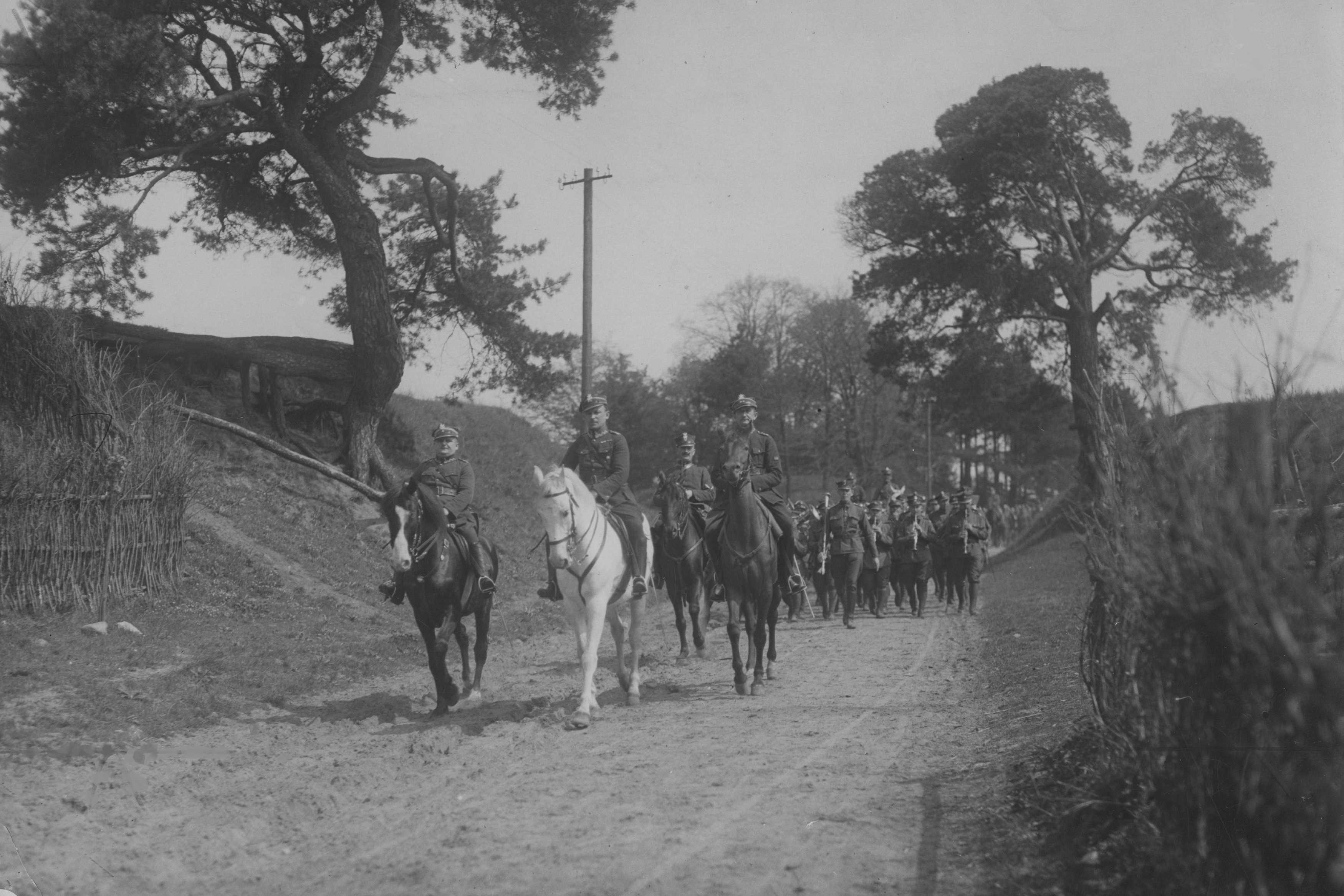
Powrót 69 pp z ćwiczeń w Biedrusku. Na siwym koniu ppłk Wacław Kluczyński.

### Zakwaterowanie
29 listopada 1920 69 pułk piechoty z frontu pomaszerował do Białegostoku, skąd transportem kolejowym wyjechał do Bydgoszczy. Bydgoszcz była jego pierwszym pokojowym garnizonem. Wkrótce pułk przeniesiony został do Gniezna na teren Okręgu Korpusu Nr VII i zajął dawne pruskie koszary przy ul. Bolesława Chrobrego. Wchodził w skład 17 Dywizji Piechoty. Powiat gnieźnieński zamieszkały był przez znaczny odsetek mniejszości niemieckiej. Ludność ta była wrogo ustosunkowana do współobywateli Polaków. Szczególnie dało się to odczuć w okresie narastającego napięcia w stosunkach polsko-niemieckich od marca 1939. W tym miesiącu, mający swą siedzibę w Warszawie, inspektorat armii gen. dyw. Tadeusza Kutrzeby przemianowany został na sztab Armii „Poznań”, z miejscem zakwaterowania w Gnieźnie. Od wiosny 1939 pułk przeprowadzał intensywne szkolenie, przygotowując się do nieuniknionej już wojny.

### Święta w pułku
3 maja 1919 gen. piech. Józef Dowbor-Muśnicki rozkazem nr 119 zatwierdził dzień 19 marca (św. Józefa) świętem pułkowym dla 11 pułku Strzelców Wielkopolskich. Pułk obchodził swoje święto w rocznicę utworzenia w roku 1918 pierwszych polskich oddziałów wojskowych na terenie powiatów śremskiego i jarocińskiego, z których zorganizowano I i II batalion 11 pułku Strzelców Wielkopolskich. 19 maja 1927 minister spraw wojskowych marszałek Polski Józef Piłsudski ustalił i zatwierdził dzień 11 listopada, jako datę święta pułkowego. 

### Szkolenie w pułku
Na podstawie rozkazu wykonawczego Ministerstwa Spraw Wojskowych do Departamentu Piechoty o wprowadzeniu organizacji piechoty na stopie pokojowej PS 10-50 z 1930, w Wojsku Polskim wprowadzono trzy typy pułków piechoty. 69 pułk piechoty zaliczony został do typu I pułków piechoty (tzw. „normalnych”). W każdym roku otrzymywał około 610 rekrutów. Stan osobowy pułku wynosił 56 oficerów oraz 1500 podoficerów i szeregowców. W okresie zimowym posiadał batalion starszego rocznika, batalion szkolny i skadrowany, w okresie letnim zaś batalion starszego rocznika i dwa bataliony poborowych. W tym czasie wprowadzono też dodatkowo kompanię karabinów maszynowych. Stan pułku powiększył się o 4 oficerów, 13 podoficerów, 1200 szeregowców i 12 karabinów maszynowych. Wprowadzono też dodatkowo kompanię cyklistów. Stan pułku powiększył się o kolejnych 5 oficerów, 16 podoficerów, 140 szeregowców.
| Obsada personalna i struktura organizacyjna w marcu 1939 | Obsada personalna i struktura organizacyjna w marcu 1939 |
| Stanowisko                                               | Stopień, imię i nazwisko                                 |
| Dowództwo                                                | Dowództwo                                                |
| -------------------------------------------------------- | -------------------------------------------------------- |
| dowódca pułku                                            | płk dypl. Stanisław Dworzak                              |
| I z-ca dowódcy                                           | ppłk dypl. Marian Leon Jadwiński                         |
| adiutant                                                 | kpt. Józef Luśniak                                       |
| starszy lekarz                                           | mjr dr Józef Marcin Pajzderski                           |
| młodszy lekarz                                           | vacat                                                    |
| II z-ca dowódcy (kwatermistrz)                           | mjr Kazimierz Kosiba                                     |
| oficer mobilizacyjny                                     | kpt. adm. (piech.) Roman Józef Kowalski                  |
| z-ca oficera mobilizacyjnego                             | kpt. Apolinary Robert Aszenberg                          |
| oficer administracyjno-materiałowy                       | kpt. Józef I Kostrzewski                                 |
| oficer gospodarczy                                       | kpt. int. Władysław Jan Kopczyński                       |
| oficer żywnościowy                                       | vacat                                                    |
| oficer taborowy                                          | kpt. tab. Jarosław Franciszek Podroużek                  |
| kapelmistrz                                              | ppor. kplm. Marian Sujkowski                             |
| dowódca plutonu łączności                                | kpt. Teodor Adam Charoński                               |
| dowódca plutonu pionierów                                | por. Stanisław Kaszowski                                 |
| dowódca plutonu artylerii piechoty                       | kpt. art. Jan Radzimiński                                |
| dowódca plutonu ppanc.                                   | por. Stanisław Jaszczuk                                  |
| dowódca oddziału zwiadu                                  | ppor. Jan Witczak                                        |
| I batalion                                               |                                                          |
| dowódca batalionu                                        | mjr Stanisław Maydanowicz                                |
| dowódca 1 kompanii                                       | por. Tadeusz Wiewiórkowski                               |
| dowódca plutonu                                          | por. Bronisław Biegański                                 |
| dowódca plutonu                                          | ppor. Zdzisław Jan Kręgielski                            |
| dowódca 2 kompanii                                       | kpt. Tadeusz Adam Post                                   |
| dowódca plutonu                                          | ppor. Mikołaj Korycki                                    |
| dowódca 3 kompanii                                       | kpt. Stanisław Henryk Potarzycki                         |
| dowódca plutonu                                          | ppor. Karol Gajda                                        |
| dowódca 1 kompanii km                                    | kpt. Kazimierz Lichodziejewski                           |
| dowódca plutonu                                          | por. Jan Barczak                                         |
| dowódca plutonu                                          | chor. Jan Janicki                                        |
| II batalion                                              |                                                          |
| dowódca batalionu                                        | mjr Antoni Chudzikiewicz                                 |
| dowódca 4 kompanii                                       | kpt. Stanisław Zygmunt                                   |
| dowódca plutonu                                          | ppor. Norbert Józef Nowicki                              |
| dowódca 5 kompanii                                       | por. Ignacy Tyczyński                                    |
| dowódca plutonu                                          | ppor. Zygmunt Banaszek                                   |
| dowódca plutonu                                          | ppor. Władysław Maculewicz                               |
| dowódca 6 kompanii                                       | por. Jerzy Eugeniusz Rudnicki                            |
| dowódca plutonu                                          | por. Marian Jaworski                                     |
| dowódca plutonu                                          | ppor. Stanisław Grygiel                                  |
| dowódca 2 kompanii km                                    | kpt. Wacław Olszak                                       |
| dowódca plutonu                                          | por. Piotr Wyżliński                                     |
| dowódca plutonu                                          | por. Michał Pilecki                                      |
| III batalion                                             |                                                          |
| dowódca batalionu                                        | mjr Józef III Wilk                                       |
| dowódca 7 kompanii                                       | por. Antoni Karabuła                                     |
| dowódca plutonu                                          | ppor. Józef Grus                                         |
| dowódca plutonu                                          | ppor. Franciszek Pawlak                                  |
| dowódca plutonu                                          | chor Józef Moszyk                                        |
| dowódca 8 kompanii                                       | kpt. Józef II Burzyński                                  |
| dowódca plutonu                                          | ppor. Aleksander Władysław Sprada                        |
| dowódca plutonu                                          | por. Adam Rutski                                         |
| dowódca 9 kompanii                                       | kpt. Marian Franciszek Oleszek                           |
| dowódca plutonu                                          | por. Edward Jerzy Rost                                   |
| dowódca plutonu                                          | ppor. Brunon Skowroński                                  |
| dowódca 3 kompanii km                                    | por. kontr. Andrzej Sakowicz                             |
| dowódca plutonu                                          | ppor. Kazimierz Stanisław Kajetan Kozioł                 |
| na kursie                                                | por. Józef Chmielecki                                    |
| na kursie                                                | por. Stefan Kępa                                         |
| dywizyjny kurs podchorążych rezerwy 17 DP                |                                                          |
| dowódca                                                  | Karol Ludwik Skowroński                                  |
| dowódca plutonu                                          | por. Roman Konrad Miszczuk                               |
| dowódca plutonu                                          | por. Bogdan Tarczewski                                   |
| dowódca plutonu                                          | por. Edmund Woda                                         |
| dowódca plutonu                                          | por. Szczęsny Żółciński                                  |
| 69 obwód przysposobienia wojskowego „Gniezno”            |                                                          |
| kmdt obwodowy PW                                         | kpt. adm. (piech.) Józef Świątecki                       |
| kmdt powiatowy PW Gniezno                                | ppor. kontr, piech. Feliks Bock                          |
| kmdt powiatowy PW Oborniki                               | kpt. adm. (piech.) Jan Bronisław Formanowicz             |
| kmdt powiatowy PW Czarnków                               | kpt. adm. (piech.) Stanisław Pluciński                   |

## 69 pp w kampanii wrześniowej

### Mobilizacja
Na przełomie maja i czerwca 1939 został zmobilizowany II batalion 69 pp pod dowództwem mjr. Antoniego Chudzikiewicza. Batalion otrzymał zadanie „przesłonić mobilizację oddziałów w garnizonie m. Gniezno – organizujac obronę na zachód i północny zachód od m. Gniezno na głównych kierunkach, a to: 1) Wągrowiec m. Gniezno, 2) m. Skoki m. Gniezno, 3) Poznań m. Gniezno”.
24 sierpnia 1939 o godz. 4:00 została w 69 pułku piechoty w Gnieźnie ogłoszona mobilizacja alarmowa w grupie żółtej. W jej wyniku w terminie od A+24 do A+40 został zmobilizowany do etatów wojennych kompletny 69 pp. Dodatkowo na bazie pułku z kadry i rezerwistów w terminie od A+40 do A+72, zmobilizowano w tej samej grupie:
- kompanię asystencyjną nr 172,
- batalion strzelców nr 7,
- kompanię asystencyjną nr 71,
- kompanię asystencyjną nr 72,
- kompanię sanitarną nr 702,
- park intendentury typu I nr 702,
- batalion marszowy 69 pp.

W II rzucie mobilizacji powszechnej w Skierniewicach miał zostać zmobilizowany przez wydzieloną grupę oficerów i podoficerów oraz rezerwistów Ośrodek Zapasowy 17 Dywizji Piechoty w terminie X+5. 
Stawiennictwo rezerwistów było planowe; uzbrojenie, wyposażenie i tabor zgodnie z etatami. Po zmobilizowaniu nocą 25/26 sierpnia, 69 pp wraz z dywizjonem III/17 pułku artylerii lekkiej przeszedł na stanowiska na północny zachód od Gniezna. W rejonie jezior Gorzuchowskiego i Lednickiego przystąpił do prac fortyfikacyjnych. Zmobilizowane bataliony zajęły kwatery w następujących miejscowościach: w Kłecku batalion I/69 pp, w Waliszewie batalion II/69 pp, w Dziekanowiczach batalion III/69 pp, w rejonie Skok 7 batalion strzelców, natomiast dowództwo pułku wraz z pododdziałami pułkowymi w Działyniu.

### Działania bojowe
| Struktura organizacyjna i obsada personalna we wrześniu 1939 | Struktura organizacyjna i obsada personalna we wrześniu 1939 | Struktura organizacyjna i obsada personalna we wrześniu 1939 |
| Stanowisko                                                   | Stopień imię i nazwisko                                      | Uwagi                                                        |
| Dowództwo                                                    | Dowództwo                                                    | Dowództwo                                                    |
| ------------------------------------------------------------ | ------------------------------------------------------------ | ------------------------------------------------------------ |
| dowódca pułku                                                | płk dypl. piech. Stanisław Dworzak                           |                                                              |
| dowódca pułku                                                | mjr Stanisław Maydanowicz                                    | od 18 IX 1939                                                |
| I adiutant                                                   | kpt. Stanisław Zygmunt                                       |                                                              |
| II adiutant                                                  | ppor. rez. Antoni Turkowski                                  |                                                              |
| oficer informacyjny                                          | por. Bronisław Biegański                                     |                                                              |
| oficer łączności                                             | kpt. Teodor Charoński                                        |                                                              |
| kwatermistrz                                                 | kpt. Józef Kostrzewski                                       |                                                              |
| oficer płatnik                                               | ppor. rez. Adam Krantz                                       |                                                              |
| oficer żywnościowy                                           | por. rez. Piotr Siwiński                                     |                                                              |
| naczelny lekarz                                              | mjr lek. med. Józef Pajzderski ppor. lek. Feliks Szmigielski |                                                              |
| kapelmistrz                                                  | ppor. kplm. Marian Sujkowski                                 | †18 IX 1939 Witkowice                                        |
| kapelan                                                      | ks. kap. rez. Janusz Kompf                                   | †27 VI lub 13 VIII 1940 KL Sachsenhausen                     |
| dowódca kompanii gospodarczej                                | por. Franciszek Olejnik                                      |                                                              |
| zastępca dowódcy kompanii gospodarczej                       | ppor. Aleksander Tokarski                                    |                                                              |
| I batalion                                                   |                                                              |                                                              |
| dowódca I batalionu                                          | mjr Stanisław Maydanowicz                                    | od 18 IX 1939 dowódca pułku                                  |
| dowódca I batalionu                                          | kpt. Kazimierz Lichodziejewski                               |                                                              |
| adiutant batalionu                                           | ppor. Stanisław Grygiel                                      |                                                              |
| oficer płatnik                                               | ppor. Klemens Sijkorski                                      |                                                              |
| oficer żywnościowy                                           | ppor. Maksymilian Deskowski                                  |                                                              |
| lekarz batalionu                                             | ppor. lek. Florian Muszyński                                 |                                                              |
| dowódca plutonu łączności                                    | por. rez. Stanisław Mojecki                                  |                                                              |
| dowódca 1 kompanii strzeleckiej                              | por. Ignacy Tyczyński                                        | †12 IX 1939                                                  |
| dowódca I plutonu                                            | ppor. Stefan Rządkowski                                      |                                                              |
| dowódca II plutonu                                           | ppor. Feliks Marciniak                                       |                                                              |
| dowódca III plutonu                                          | ppor. Edward Łuczak                                          |                                                              |
| dowódca 2 kompanii strzeleckiej                              | por. Antoni Karabuła                                         |                                                              |
| dowódca I plutonu                                            | ppor. Teofil Nowicki                                         |                                                              |
| dowódca II plutonu                                           | ppor. Edward Dombek                                          |                                                              |
| dowódca III plutonu                                          | ppor. Marian Wesołowski                                      |                                                              |
| dowódca 3 kompanii strzeleckiej                              | por. rez. Kazimierz Kubisz                                   |                                                              |
| dowódca I plutonu                                            | ppor. Norbert Nowicki                                        |                                                              |
| dowódca II plutonu                                           | ppor. Teodor Kantorowicz                                     |                                                              |
| dowódca III plutonu                                          | ppor. Cezary Zgórecki                                        |                                                              |
| dowódca 1 kompanii km i br. tow.                             | kpt. Kazimierz Lichodziejewski                               |                                                              |
| dowódca I plutonu                                            | ppor. Napoleon Cwojdziński                                   |                                                              |
| dowódca II plutonu                                           | ppor. Stanisław Wasilewski                                   |                                                              |
| dowódca III plutonu                                          | ppor. Aleksander Zagrodziński                                |                                                              |
| dowódca IV plutonu (taczanki)                                | pchor. Alfons Wengerek                                       |                                                              |
| dowódca plutonu moździerzy                                   | ppor. Marian Piotrowski                                      |                                                              |
| II batalion                                                  |                                                              |                                                              |
| dowódca II batalionu                                         | mjr Antoni Chudzikiewicz                                     | do 12 IX 1939                                                |
| dowódca II batalionu                                         | kpt. Wacław Olszak                                           |                                                              |
| adiutant batalionu                                           | por. rez. Andrzej Mańkowski                                  |                                                              |
| oficer płatnik                                               | ppor. Lech Małecki                                           |                                                              |
| oficer żywnościowy                                           | ppor. Michał Tomys                                           |                                                              |
| lekarz batalionu                                             | ppor. lek. Stanisława Foerster                               |                                                              |
| dowódca plutonu łączności                                    | kpr. pchor. Ryszard Stypiński                                |                                                              |
| dowódca 4 kompanii strzeleckiej                              | por. Stefan Kępa                                             |                                                              |
| dowódca I plutonu                                            | ppor. Ireneusz Żywicki                                       |                                                              |
| dowódca II plutonu                                           | ppor. Jan Skiba                                              |                                                              |
| dowódca III plutonu                                          | ppor. Adam Wlekliński                                        |                                                              |
| dowódca 5 kompanii strzeleckiej                              | por. Edward Jerzy Rost                                       | niemiecka niewola                                            |
| dowódca I plutonu                                            | ppor. rez. Witold Klarowicz                                  | niemiecka niewola                                            |
| zastępca dowódcy plutonu                                     | plut. pchor. rez. Józef Ciszewski                            | 11 IX 1939 ranny, niemiecka niewola                          |
| dowódca II plutonu                                           | ppor. rez. Leon Bolesław Wujek                               |                                                              |
| dowódca III plutonu                                          | ppor. Władysław Klincewicz                                   |                                                              |
| dowódca 6 kompanii strzeleckiej                              | por. rez. Maksymilian Marciniak                              |                                                              |
| dowódca I plutonu                                            | ppor. Mikołaj Korycki                                        |                                                              |
| dowódca II plutonu                                           | ppor. Józef Kubisz                                           |                                                              |
| dowódca III plutonu                                          | ppor. rez. Kazimierz Drzewiecki                              | †11 IX 1939 Małachowice                                      |
| dowódca 2 kompanii km i br. tow.                             | por. Piotr Wyżliński                                         |                                                              |
| dowódca I plutonu                                            | por. Czesław Hawliczek                                       |                                                              |
| dowódca II plutonu                                           | pchor. Henryk Szaflarski                                     |                                                              |
| dowódca III plutonu                                          | ppor. Jerzy Umiastowski                                      |                                                              |
| dowódca IV plutonu (taczanki)                                | por. Stefan Piekarski                                        |                                                              |
| dowódca plutonu moździerzy                                   | ppor. Zenon Bubacz                                           |                                                              |
| III batalion                                                 |                                                              |                                                              |
| dowódca III batalionu                                        | kpt. Józef Luśniak                                           | do 16 IX 1939                                                |
| dowódca III batalionu                                        | kpt. Teodor Charoński                                        |                                                              |
| adiutant batalionu                                           | NN                                                           |                                                              |
| oficer płatnik                                               | ppor. Wojciech Grubczak                                      |                                                              |
| oficer żywnościowy                                           | ppor. Bogusław Ważbański                                     |                                                              |
| lekarz batalionu                                             | ppor. dr Marian Barciszewski                                 |                                                              |
| dowódca plutonu łączności                                    | ppor. Wojciech Kowalski                                      |                                                              |
| dowódca 7 kompanii strzeleckiej                              | ppor. Aleksander Władysław Sprada                            |                                                              |
| dowódca I plutonu                                            | ppor. Józef Ignacyk                                          |                                                              |
| dowódca II plutonu                                           | ppor. Edmund Piskorski                                       |                                                              |
| dowódca III plutonu                                          | ppor. Edward Banaszak                                        |                                                              |
| dowódca 8 kompanii strzeleckiej                              | kpt. Józef Burzyński                                         | †12 IX 1939                                                  |
| dowódca I plutonu                                            | ppor. Roman Wojciak                                          |                                                              |
| dowódca II plutonu                                           | ppor. Ludwik Schulz                                          |                                                              |
| dowódca III plutonu                                          | ppor. Zygfryd Kordus                                         |                                                              |
| dowódca 9 kompanii strzeleckiej                              | ppor. rez. Kazimierz Bigoszewski(Bigorzewski)                |                                                              |
| dowódca I plutonu                                            | ppor. Adam Rutski                                            |                                                              |
| dowódca II plutonu                                           | ppor. Waldemar Okupniak                                      |                                                              |
| dowódca III plutonu                                          | ppor. Kazimierz Jarominiak                                   |                                                              |
| dowódca 3 kompanii km i br. tow.                             | por. Józef Chmielecki                                        |                                                              |
| dowódca I plutonu                                            | por. Kazimierz Wydra                                         |                                                              |
| dowódca II plutonu                                           | ppor. Tadeusz Borowski                                       |                                                              |
| dowódca III plutonu                                          | pchor. Edward Paulus                                         |                                                              |
| dowódca IV plutonu (taczanki)                                | ppor. Tadeusz Baranowski                                     |                                                              |
| dowódca plutonu moździerzy                                   | ppor. Edward Piorunek                                        |                                                              |
| pododdziały specjalne                                        |                                                              |                                                              |
| dowódca kompanii zwiadowców                                  | por. Tadeusz Wiewiórski                                      |                                                              |
| dowódca plutonu konnego                                      | ppor. Leon Taylor                                            |                                                              |
| dowódca plutonu kolarzy                                      | ppor. Erwin Beyer                                            |                                                              |
| dowódca kompanii przeciwpancernej                            | kpt. Wacław Olszak                                           |                                                              |
| dowódca I plutonu                                            | por. Antoni Wiśniewski                                       |                                                              |
| dowódca II plutonu                                           | ppor. Witold Knioła                                          |                                                              |
| dowódca III plutonu                                          | plut. pchor. Stanisław Kaczmarek                             |                                                              |
| dowódca plutonu artylerii piechoty                           | kpt. Jan Radzimiński                                         |                                                              |
| zastępca dowódcy plutonu artylerii piechoty                  | por. Michał Górski                                           |                                                              |
| dowódca plutonu pionierów                                    | por. Kazimierz Nowakowski                                    |                                                              |
| dowódca plutonu pgaz.                                        | por. Stanisław Kaszowski                                     | †12 IX 1939 Modlna                                           |
| dowódca plutonu łączności                                    | plut. pchor. rez. NN                                         |                                                              |

#### Odwrót z Wielkopolski
W czasie kampanii wrześniowej pułk walczył w składzie 17 Dywizji Piechoty w ramach Armii „Poznań”. 1 września pułk kontynuował prace fortyfikacyjne i szkolenie. Nocą 1/2 września pułk dokonał przemarszu na południe od Gniezna. Kolejnej nocy, w ramach odwrotu Armii „Poznań”, 69 pp przegrupował się trasą Żydowo, Gulcewo, Grzybowo do rejonu Sędziwojewa. 3/4 września kontynuowano marsz w kierunku wschodnim przez Słupcę do Goliny. Kolejnej nocy pułk dotarł na przedmoście „Koło”. Pułk wydzielił I batalion do osłony przemarszu 17 DP na przedmoście od strony Kalisza; rozwinął obronę w rejonie miejscowości Sławki i na wzgórzach 4 km od Konina, od strony zachodniej. 5 września 69 pp, bez I batalionu, zajął stanowiska na szosie Koło – Konin w rejonie miejscowości Genowefa Piorunowska. O godz. 17:00 pułk został zbombardowany przez lotnictwo niemieckie; poniósł straty osobowe, szczególnie w II batalionie. Od 5 września 69 pp wraz z 17 DP wszedł w skład Grupy Operacyjnej „Koło” gen. bryg. Edmunda Knoll-Kownackiego. Nocą 5/6 września 69 pp, bez I/69 pp, podjął marsz. Rano ok. godz. 8:00 przeprawił się przez Wartę, gdzie był niegroźnie bombardowany przez lotnictwo niemieckie. W południe 6 września zatrzymał się na postój w rejonie lasu Przybyłów. Nocą 6/7 września 69 pp podjął dalszy marsz przez Chełm, Umień, Drzewce, Dwór Głębokie. 7 września rano w rejonie Dworu Głębokie do pułku dołączył I/69 pp. 

#### Udział w bitwie nad Bzurą
Z uwagi na przygotowanie się Armii „Poznań” do natarcia na oddziały niemieckiej 8 Armii, 17 DP dostała rozkaz przegrupowania się do czekającej ją bitwy. 69 pp, wraz z dywizjonem III/17 pal, 7 września o godz. 16:00 podjął marsz z Drzewic przez Besiekiery, docierając wieczorem do rejonu Odechów, Sławęcin, Drzykosy. W tym rejonie pułk przeszedł do obrony z kierunku Łęczycy, mając II batalion po obu stronach szosy Łęczyca – Kłodawa a III batalion na wschód od II/69 pp. Batalion I pozostał w odwodzie pułku. O świcie 8 września 4 kompania strzelecka, z dwoma plutonami 2 kompanii ckm i 71 samodzielną kompanią czołgów rozpoznawczych, została wysunięta do obrony Topoli Królewskiej, gdzie miała zluzować 72 kompanię kolarzy 17 DP i 7 szwadron kolarzy Wielkopolskiej Brygady Kawalerii. O godz. 12:00, z rozkazu gen. Edmunda Konoll-Kownackiego, 69 pp został podporządkowany dowódcy 25 Dywizji Piechoty. Zgodnie z rozkazem, II/69 pp został wysunięty w rejon wsi Chrząstówek, gdzie 5 kompania została ostrzelana ogniem artylerii niemieckiej, ponosząc znaczne straty osobowe. Została wycofana ze wsi i skierowana nad Bzurę do wsi Kazuby Królewskiej. 6 kompania zajmowała stanowiska w pobliżu wsi Chrząstówek; reszta batalionu w Topoli Królewskiej. Batalion bronił grobli, toru kolejowego i szosy do Łęczycy.
O godz. 19:00, na rozkaz płk. dypl. Stanisława Dworzaka, 4 kompania dokonała rozpoznania bojem stanowisk niemieckich w Łęczycy, której bronił niemiecki 46 pp z 30 DP. Strzelcy 4 kompanii podeszli pod Łęczycę, po czym zostali silnie ostrzelani ogniem broni maszynowej, moździerzy i artylerii. 4 kompania poniosła straty sięgające 40% stanu tej kompanii. Pod osłoną nocy wycofała się do Topoli Królewskiej. 9 września o godz. 10:00, na rozkaz gen. bryg. Franciszka Altera, batalion II/69 pp, wzmocniony 8 kompanią III/69 pp, bez wsparcia artylerii wykonał natarcie na Łęczycę. 4 i 6 kompanie strzeleckie uderzyły wzdłuż szosy i torów kolejowych, 5 kompania strzelecka na wsie Kwiatówek i Tum. Natarcie 4 i 6 kompanii załamało się w ogniu niemieckiej artylerii i broni maszynowej; obie kompanie poniosły straty osobowe w wysokości 20%. Natomiast natarcie 5 kompanii, po sforsowaniu Bzury odniosło powodzenie; zdobyto wsie Kwiatówek i Tum, a na szosie Łęczyca – Piątek rozbito niemiecką kolumnę taborową. O godz. 16:30 oddziały niemieckie wykonały kontratak na Tum, ok. godz. 18:00 zdołały wedrzeć się do Tumu, lecz pomimo to 5 kompania utrzymała część wschodnią Tumu. O godz. 17:30 większość 25 DP podjęła natarcie w kierunku południowym; II i III batalion 69 pp wykonały natarcie na centrum Łęczycy z rejonu Topoli Królewskiej. II/69 pp dwukrotnie wzdłuż grobli podchodził pod Łęczycę i dwukrotnie w ogniu niemieckiej artylerii i broni maszynowej był odrzucany. O godz. 20:00 wsparcia udzieliła artyleria III/17 pal i 7 pułk artylerii ciężkiej, bez I dywizjonu, które skutecznie ostrzelały nawałą ogniową stanowiska niemieckie w północnej części Łęczycy. III/69 pp i II/69 pp, wsparte 3 kompanią strzelecką, wdarły się do Łęczycy. III batalion opanował most kolejowy, a o godz. 23:00 centrum miasta; 69 pp wspólnie z pododdziałami 60 pułku piechoty opanował południową część Łęczycy i rejon koszar pod Wilczkowicami. Po północy 10 września 69 pp skoncentrował swoje pododdziały w Łęczycy, następnie w godzinach porannych wyruszył marszem do macierzystej 17 DP. 
Pułk maszerował szosą Łęczyca – Piątek do wsi Marynki. W tym rejonie, rozkazem dowódcy 17 DP płk. dypl. Mieczysława Mozdyniewicza, II batalion przeszedł do odwodu w rejonie Karsznic, gdzie zajął stanowiska przy drodze na Skotniki, a pozostałość pułku przeszła w rejon Góry Świętej Małgorzaty, do odwodu 17 DP. 11 września 69 pp został przydzielony do zgrupowania pod dowództwem płk. dypl. Władysława Smolarskiego, dowódcy piechoty dywizyjnej 17 DP. Z podstaw wyjściowych w rejonie kolonii Małachowice, 69 pp miał opanować wieś Małachowice, wzg. 125 i wieś Modlną, natarcie rozpocząć miał o godz. 13:00. Jednakże z podstaw wyjściowych do natarcia, ze względu na ostrzał artylerii niemieckiej, wycofał się zajmujący tam obronę batalion I/68 pułku piechoty. O godz.13:00, bez wsparcia artylerii, znajdujący się najbliżej kolonii Małachowice II batalion rozpoczął natarcie. Po przebyciu około 1 km pod silnym ostrzałem artylerii niemieckiej natarcie zostało zatrzymane. I batalion po dotarciu w rejon wzgórza na wysokości kolonii Małachowice, po ostrzelaniu ogniem broni maszynowej o godz.14:00, zajął rejon wzgórza oczekując na wsparcie własnej artylerii. Wsparty 2 kompanią 8 batalionu strzelców, II batalion około godz. 15:00 zdobył kolonię Małachowice. Po zajęciu podstaw wyjściowych dywizjon III/17 pal i 17 dywizjon artylerii ciężkiej przeprowadziły nawały ogniowe na obiekty ataku 69 pp. Ok. godz. 16:00 II batalion opanował południowe Małachowice wieś, a I batalion wieś Dybówka. W trakcie walk pod Małachowicami poległo wielu żołnierzy pułku, w tym 8 oficerów, a wśród nich kpt. Józef Burzyński i por. Ignacy Tyczyński.
O zmroku, w trakcie dalszego natarcia, I batalion zdobył dwór Sokolniki, a II batalion na wysokość wsi Modlna Probostwo. Obydwa bataliony na noc zajęły obronę na zdobytych przedmiotach terenowych. III batalion zabezpieczał tyły pułku na wzg. 132,3 i we wsi Dybówka. 12 września od godz. 5:00 69 pp kontynuował natarcie, II batalion o godz. 7:00 zdobył wieś Modlna Probostwo. O godz. 8:00 został wprowadzony do natarcia, z pozycji zajmowanych przez II/69 pp, III batalion, z zadaniem ataku w kierunku wsi Celestynów. I batalion atakował wieś Sokolniki. W wytworzoną lukę, pomiędzy I i II batalion 69 pp, wprowadzono batalion II/68 pp. Ok. godz. 9:00 w ciężkim boju bataliony II/69 pp i II/68 pp zdobyły dwór Modlna. Następnie strzelcy II/69 pp o godz. 12:00 opanowali las Celestynów. W trakcie walk rany odniósł mjr Antoni Chudzikiewicz; dowodzenie przejął kpt. Wacław Olszak. Do godz. 14:00 zdobyto: wieś Sokolniki przez I batalion i wieś Celestynów przez III batalion. Poległo wielu żołnierzy wśród nich por. Stanisław Kaszowski. Ok. godz. 14:00 II batalion wyszedł na południowy skraj lasów Celestynów; rozwijając się do natarcia na wieś Katarzynów został ostrzelany przez niemiecką artylerię, poniósł ciężkie straty i wycofał się w głąb lasów. Wieczorem resztki II batalionu porządkowały pododdziały w lesie Celestynów, I batalion obsadził rejon wzg. 159, III batalion oczyszczał rejon Celestynowa. Dowództwo pułku i część pododdziałów pułkowych przebywały w dworze Modlna.
13 września ok. godz. 2:00 69 pp, zgodnie z rozkazem dowódcy Armii „Poznań”, odmaszerował w składzie 17 DP za Bzurę, po trasie Modlna, Małachowice, Skotniki, dwór Karsznice, Głupiejew, dwór Czarne Pole, Ktery. Po przeprawieniu się przez Bzurę w Kterach, 69 pp zatrzymał się we wsi Strzegocin, a II batalion w kolonii Strzegocin. W godzinach popołudniowych, pułk przeszedł do odwodu 17 DP we wsi Szewce. 14 września pułk przeszedł przez Waliszew, Bąków do wsi Rząśno, gdzie dotarł wieczorem. Dalsze przesunięcie 69 pp odbyło się po trasie przez Łaźniki, Złaków Kościelny do Karsznic Małych i Dużych. 15 września o zmroku pułk wraz z dywizjonem II/17 pal wyszedł z Karsznic do Cyprian. O świcie 16 września 69 pułk piechoty rozwinął się w rejonach wsi; III batalion w Cyprianach, I batalion w Ćmiszewie, II batalion w dworze Zdziarów, dowództwo i część pododdziałów pułkowych w Cyprianach. Zgodnie z rozkazem gen. bryg. Edmunda Knoll-Kownackiego 17 DP miała wykonać natarcie na Sochaczew, celem otwarcia drogi dla armii na Warszawę. Z uwagi na trudną sytuację 14 Dywizji Piechoty, 69 pp ze wsparciem II/17 pal miał wykonać natarcie na korzyść 14 DP w kierunku południowym na Bronisławy, częścią sił osłonić kierunek Zdziary, Ćmiszew. Do wykonania pierwszego zadania wyznaczono I i III batalion, do drugiego II batalion. Późnym popołudniem natarcie I i III batalionu wyruszyło z podstaw wyjściowych. Ze względu na silny ostrzał artylerii i broni maszynowej, natarcie postępowało wolno z dużymi stratami; rany odnieśli mjr Stanisław Maydanowicz i kpt. Józef Luśniak. Bataliony wieczorem dotarły do skraju wsi Bronisławy. Z uwagi na małe postępy natarcia dowódca 17 DP ściągnął 69 pułk do wsi Cypriany. Ze względu na niepowodzenie natarcia GO gen. bryg. Edmunda Knoll-Kownackiego i GO gen. bryg. Mikołaja Bołtucia, gen. dyw. Tadeusz Kutrzeba wydał rozkaz przebijania się do Puszczy Kampinoskiej. 
We wczesnych godzinach rannych 17 września, 69 pp podjął marsz po trasie Młodzieszyn, Kamion; jako pierwsze maszerowały resztki II batalionu, dotarły ok. godz. 18:00 w rejon Wyszogrodu. Pozostała część pułku maszerowała osobno za II batalionem. Ok. godz. 10:30 w rejonie pomiędzy Młodzieszynem, a Juliopolem w rejonie wzgórza 69 pp został zaatakowany przez niemieckie lotnictwo. Znajdujący się na otwartym terenie pułk został rozbity i rozproszony przez naloty lotnictwa niemieckiego. Resztki pułku wycofały się do lasu na północ od Białej Góry. Z zebranych żołnierzy pułku wieczorem mjr Stanisław Maydanowicz sformował batalion zbiorczy i poprowadził go do przeprawy na Bzurze w Witkowicach. Batalion zbiorczy dołączył do grupy 56 pułku piechoty płk. Wojciecha Tyczyńskiego, z którą ok. godz. 23:00 sforsował, pod ostrzałem niemieckiej artylerii, Bzurę i pomaszerował do Puszczy Kampinoskiej. Pozostałości II batalionu z rejonu Wyszogrodu nocą 17/18 września przeprawiły się przez Bzurę i przez Tułowice dotarły do Puszczy Kampinoskiej. 

#### Walki w Puszczy Kampinoskiej
Małe grupy żołnierzy ze swoich kompanii do Puszczy Kampinoskiej poprowadzili dowódcy 5 kompanii strzeleckiej i 3 kompanii ckm. 18 września w godzinach popołudniowych w rejon Cybulic dotarł batalion zbiorczy 69 pp oraz licznie napływający żołnierze z 17 DP, w tym pozostałości II batalionu. 19 września podjęto czynności organizacyjne; dowódcą zgrupowania 17 DP został ppłk Wacław Albrecht, a odtwarzanym 69 pp dowodził mjr Stanisław Maydanowicz. Na bazie żołnierzy 69 pp oraz rozbitków z innych oddziałów odtworzono bataliony, dowodzone przez oficerów 69 pp; I pod dowództwem kpt. Kazimierza Lichodziejowskiego, II nadal przez kpt. Wacława Olszaka i III pod dowództwem kpt. Teodora Charońskiego. Wieczorem 19 września zgrupowanie 17 DP pomaszerowało do gajówki Młynisko i dotarło do niej rano 20 września, po czym w godzinach południowych osiągnęło Palmiry. 69 pp zajął stanowiska na skraju lasu palmirskiego w rejonie Adamówek, Kaliszki. Część maszerujących żołnierzy z II batalionu została odcięta od pułku w nocy 19/20 września i pod dowództwem por. Czesława Hawliczka przedarła się do Warszawy. 
Zgrupowanie 17 DP weszło w skład Grupy „Palmiry”, dowodzonej przez gen. bryg. Mikołaja Bołtucia. Grupa dotychczas ochraniała magazyny amunicji dla Modlina i Warszawy, lecz wobec ich okrążenia ustała możliwość przewozu amunicji do obu garnizonów. Nocą 21/22 września grupa wyruszyła ku Warszawie; zgrupowanie 17 DP maszerowało wzdłuż linii kolejowej Palmiry – Warszawa, w straży przedniej szedł 69 pp. Z I batalionem jako szpica, wyruszył z Palmir o godz. 2:00. Po drodze w walce wręcz likwidowano placówki niemieckie; o godz. 4:00 pułk doszedł do Łomianek. Ze wsi Dąbrowa niemiecka piechota otworzyła silny ostrzał z broni maszynowej. Bataliony 69 pp wdarły się do zachodniej części Łomianek, gdzie zostały silnie ostrzelane z broni maszynowej, moździerzy i artylerii. Poniesiono duże straty wśród żołnierzy pułku, a szczególnie duże w kadrze dowódczej. Polegli por. Wacław Cywiński i ppor. Antoni Turkowski. Ranni zostali wszyscy dowódcy, w tym ciężko mjr Maydanowicz i kpt. Lichodziejowski. Natarcie pułku załamało się i większość żołnierzy 69 pp dostała się do niewoli, nieliczne grupki przedarły się do Warszawy. Rozkaz o przebijaniu się do Warszawy nie dotarł do por. Rosta i jego 5 kompanii strzeleckiej. 5 kompania, wraz z batalionem zbiorczym 68 pp, 23 września o świecie dotarła do wsi Dąbrowa Szlachecka i uderzeniem otworzyła sobie dalszą drogę. Ok. godz. 16:00 batalion 68 pp i 5 kompania zostały okrążone w lesie pomiędzy Dąbrową Szlachecką a Wólką Węglową i dostały się do niewoli niemieckiej.

#### Batalion marszowy 69 pp
Sformowany w ramach mobilizacji alarmowej pod dowództwem por. rez. Edmunda Babśa. Po wymarszu pułku ochraniał rejon Gniezna. Następnie od 3 września wykonywał marsze na tyłach Armii „Poznań”. Z uwagi na ciężkie straty pułków 17 DP, w dniach 8–12 września, rozkazem dowództwa armii, bataliony marszowe wcielono jako uzupełnienie do macierzystych pułków piechoty. Batalion marszowy 69 pp, pod koniec walk w dniu 12 września, został rozdzielony na pododdziały pułku. Większość batalionu marszowego wcielono do II batalionu, który miał najniższy stan osobowy. Por. rez. Edmund Babś został śmiertelnie ranny w Puszczy Kampinoskiej 18 września.
Obsada personalna batalionu marszowego 69 pp
- dowódca batalionu - por. Edward Babś
- dowódca 1 kompanii strzeleckiej - por. Władysław Cywiński
- dowódca 2 kompanii strzeleckiej - por. Paczkowski
- dowódca 3 kompanii strzeleckiej - por. Neutwig

### Oddział Zbierania Nadwyżek 69 pp
Z pozostałości osobowych, sprzętu, wyposażenia i broni, po przeprowadzeniu mobilizacji alarmowej zebrano w koszarach 69 pp nadwyżki. Dowództwo nad nimi objął mjr Kazimierz Kosiba. Zgromadzono łącznie ok. 1600 żołnierzy. 3 września OZN 69 pp odjechał transportem kolejowym z Gniezna w kierunku Skierniewic. Z uwagi na uszkodzenia torów i ataki niemieckiego lotnictwa, transport z OZN 69 pp 7 września wyładowany został z eszelonu w Kutnie, skąd rozpoczął dalszy marsz pieszo. Maszerowano nocami; pomimo tego, 9 września o świcie, oddział nadwyżek, po minięciu Łowicza, został zaatakowany przez niemieckie lotnictwo. Dodatkowo niemiecki pododdział pancerny ostrzelał kolumnę nadwyżek 69 pp. W wyniku tych ataków, OZN 69 pp częściowo rozproszył się i część z żołnierzy dostała się do niemieckiej niewoli. Większość dotarła do Warszawy i poprzez stację zborną w Cytadeli została włączona do organizowanych oddziałów piechoty i wzięła udział w obronie Warszawy. Zawiązki dowództwa Oddziału Zapasowego 17 DP zostały sformowane w 69 pp i ok. 28 sierpnia 1939 zostały skierowane do Skierniewic, gdzie w koszarach 18 pułku piechoty miał zostać sformowany OZ 17 DP. Z uwagi na to, że w koszarach formowano jeszcze jednostki przewidziane dla 44 Dywizji Piechoty rez., organizację OZ 17 DP rozpoczęto w pobliskich wsiach, a od 31 sierpnia zaczęto przyjmować kierowanych bezpośrednio do ośrodka rezerwistów. Rezerwistów przewidzianych dla 69 pp kierowano do wsi Rawiczów i Strobów, przy drodze do Mszczonowa. Dalsze losy tych żołnierzy związały się z organizowanym OZ 17 DP.

### Mapy walk pułku w 1939

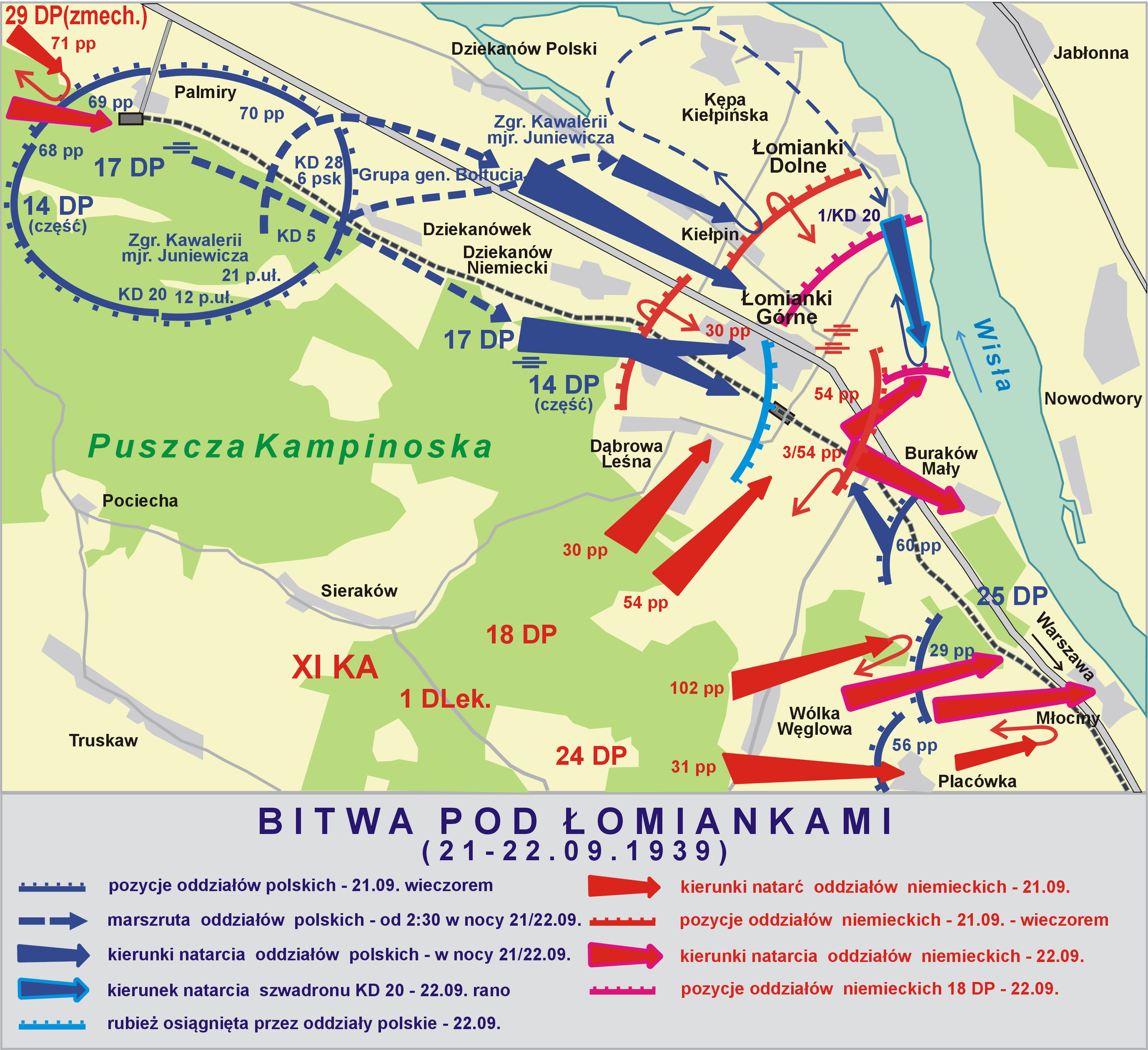

## Symbole pułku

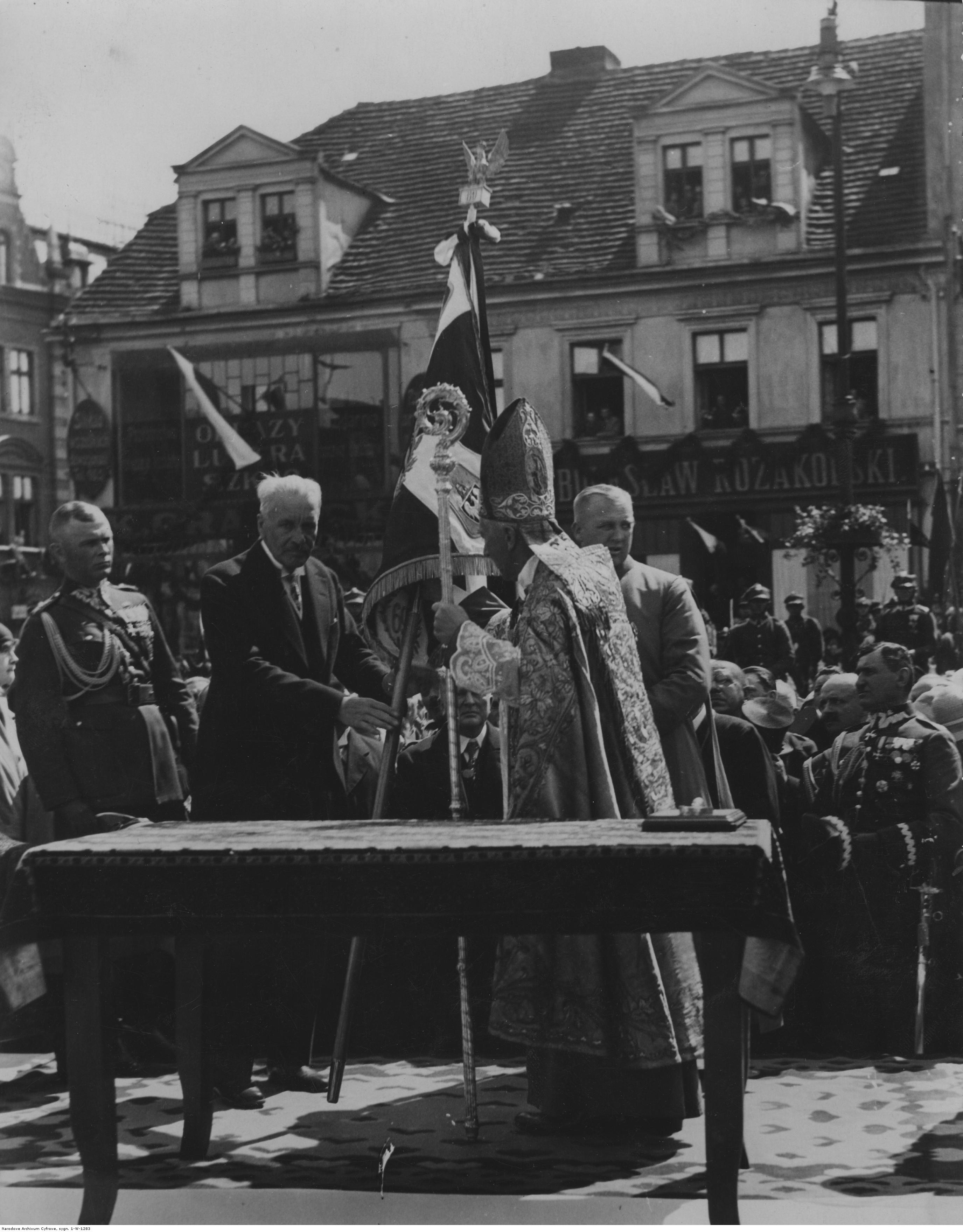
Wręczenie sztandaru 69 pp w Gnieźnie – bp Antoni Laubitz przekazuje poświęcony sztandar prezydentowi Ignacemu Mościckiemu

### Sztandar/chorągiew
Pierwszą chorągiew pułk otrzymał 7 października 1919 w Ostrowie. Ofiarodawcą było społeczeństwo powiatu śremskiego, a chorągiew wręczyła delegacja z panią Chosłowską na czele. Na awersie płatu, wewnątrz krzyża kawalerskiego, wyhaftowany był srebrny orzeł piastowski, pod którym znajdowały się dwie gałązki laurowe. Na rewersie widniał stylizowany Krzyż Virtuti Militari otoczony napisem Za wiarę i ojczyznę, 11. P.S.W., 1919.

W dniu wręczania sztandaru, na „placu lotniczym”,  dziekan Armii Wielkopolskiej odprawił mszę świętą przy srebrnym ołtarzu polowym, przy którym król Jan III Sobieski modlił się ruszając pod Wiedeń. Po uroczystościach kościelnych odbyła się defilada przed Głównym Dowódcą Wojska Wielkopolskiego, gen. Józefem Dowborem-Muśnickim. Obecnie sztandar znajduje się w Muzeum Wojska Polskiego w Warszawie.
Prezydent Rzeczypospolitej Polskiej Ignacy Mościcki zarządzeniem L. 1643/28 z 16 września 1928 zatwierdził wzór lewej strony płachty nowej chorągwi 69 pułku piechoty. Na prawej stronie płata znajdował się amarantowy krzyż, w środku którego wyhaftowano orła w wieńcu laurowym. Na białych polach, pomiędzy ramionami krzyża, znajdowały się cyfry 69 w wieńcach laurowych. 30 maja 1929 w Gnieźnie Prezydent RP Ignacy Mościcki wręczył pułkowi chorągiew ufundowaną przez społeczeństwo Gniezna. Od 28 stycznia 1938 chorągiew pułkowa zaczęła być oficjalnie nazywana sztandarem. Sztandar ten został prawdopodobnie zakopany w nocy z 17 na 18 września 1939 nad Bzurą i dotychczas go nie odnaleziono.

### Odznaka pamiątkowa
23 sierpnia 1928 generał dywizji Daniel Konarzewski, w zastępstwie ministra spraw wojskowych, zatwierdził wzór i regulamin odznaki pamiątkowej 69 pułku piechoty. Odznaka o wymiarach 40 × 40 mm ma kształt krzyża o ramionach emaliowanych w kolorze granatowym, z żółtym obrzeżem. Na ramionach wpisano numery i inicjały pułku „11 PSW” i „69 P.P.” oraz datę jego powstania „11.XI.1918”. W środku krzyża godło wz. 1927, na czerwonym tle, w otoku złotego wieńca laurowego. Między ramionami krzyża umieszczono herby miejscowości, z których pochodziły ochotnicze oddziały wchodzące w skład pułku: w lewym górnym - herb Śremu, w prawym górnym - Rawicza, w lewym dolnym - Jarocina i prawym dolnym - Koźmina. Odznaka oficerska, jednoczęściowa, wykonana w srebrze, emaliowana. Wykonawcą odznaki był Wiktor Gontarczyk z Warszawy.

## Strzelcy wielkopolscy

### Dowódcy i zastępcy dowódcy pułku
| Stopień, imię i nazwisko                   | Okres pełnienia służby  | Kolejne stanowisko                            |
| Dowódcy pułku                              | Dowódcy pułku           | Dowódcy pułku                                 |
| ------------------------------------------ | ----------------------- | --------------------------------------------- |
| płk piech. Adolf Jan Kuczewski             | 23 II – 24 III 1919     | dowódca VI Okręgu Wojskowego w Jarocinie      |
| płk piech. Leon Billewicz                  | 25 III – 6 VIII 1919    |                                               |
| kpt. piech. Lucjan Sikorski                | 7–29 VIII 1919          |                                               |
| mjr piech. Stanisław Thiel                 | 30 VIII 1919 – 5 V 1920 |                                               |
| ppłk piech. Stanisław Taczak               | 6–17 V 1920             |                                               |
| kpt. piech. Wincenty Nowaczyński           | 18 V – 16 VI 1920       | dowódca 68 pp                                 |
| mjr piech. Stanisław Thiel                 | 17 VI – 25 VII 1920)    |                                               |
| kpt. piech. Bolesław Kość                  | 26 VII – 31 VIII 1920)  |                                               |
| ppłk / płk piech. Wacław Kluczyński        | 1 IX 1920 – VI 1935     |                                               |
| ppłk / płk dypl. piech. Stanisław Dworzak  | 4 VI 1935 – IX 1939     |                                               |
| Zastępcy dowódcy pułku                     |                         |                                               |
| mjr / ppłk piech. Franciszek Tomek         | 10 VII 1922 – 22 V 1925 | zastępca dowódcy 20 pp                        |
| ppłk piech. Józef Ekkert                   | 22 V 1925 – 1 III 1928  | dyspozycja komendanta kadry oficerów piechoty |
| ppłk piech. Alfred Jan Schmidt             | 26 IV 1928 – 4 VII 1935 | dowódca 78 pp                                 |
| ppłk dypl. piech. Stanisław II Sienkiewicz | od 4 VII 1935           |                                               |
| ppłk dypl. piech. Marian Jadwiński         | do VIII 1939            |                                               |

### Żołnierze 69 pułku piechoty – ofiary zbrodni katyńskiej
Biogramy ofiar zbrodni katyńskiej znajdują się między innymi w bazach udostępnionych przez Ministerstwo Kultury i Dziedzictwa Narodowego oraz Muzeum Katyńskie.
| Stopień, nazwisko i imię         | Zawód                  | Miejsce pracy przed mobilizacją   | Zamordowany |
| -------------------------------- | ---------------------- | --------------------------------- | ----------- |
| ppor. rez. Czekaj Aleksander     | urzędnik               |                                   | Katyń       |
| ppor. rez. Długosz Zygmunt       | nauczyciel             | kier. szkoły w Głuchowie          | Charków     |
| ppor. rez. Frajndt Wacław Ludwik | urzędnik               | Oddz. Banku Handlowego w Poznaniu | Katyń       |
| ppor. rez. Hyżyk Wacław          | urzędnik               | Akcyzy i Monopole w Gnieźnie      | Katyń       |
| ppor. rez. Jandy Franciszek      | instruktor pożarnictwa | pracował w Nowym Tomyślu          | Katyń       |
| por. rez. Kończak Sylwester      | nauczyciel             | Szkoła Powszechna nr 6 w Gnieźnie | Katyń       |
| ppor. rez. Kostecki Tadeusz      | technik rolnik         | dierż. młyna w Czerniejewie       | Charków     |
| ppor. rez. Lechowski Zdzisław    | lekarz                 | praktyka w Krakowie               | Charków     |
| ppor. rez. Lissowski Edgar       | prawnik                |                                   | Charków     |
| ppor. rez. Majda Władysław       | nauczyciel             | Szkoła Powszechna w Adamowie      | Katyń       |
| por. Miszczuk Roman              | żołnierz zawodowy      | dca pl kursu podchorążych 17 DP   | Katyń       |
| ppor. rez. Nowicki Henryk        | urzędnik               |                                   | Charków     |
| ppor. rez. Skwara Józef          | nauczyciel             | szkoła w Sarnowie pow. rawicki    | Katyń       |
| ppor. rez. Szymański Marian      |                        |                                   | Charków     |
| kpt. Świątecki Józef             | żołnierz zawodowy      | komendant obwodu PW „Gniezno”     | Charków     |
| ppor. rez. Woźny Ignacy          | prawnik                |                                   | Katyń       |
| ppor. rez. Urban Władysław       |                        |                                   | Charków     |
| ppor. rez. Zarzycki Franciszek   | prawnik                | izba Skarbowa w Poznaniu          | Katyń       |
| ppor. rez. Zborowski Stanisław   | ogrodnik               |                                   | ULK         |

## Upamiętnienie
Tradycje pułku kultywuje 17 Wielkopolska Brygada Zmechanizowana im. gen. broni Józefa Dowbor-Muśnickiego.

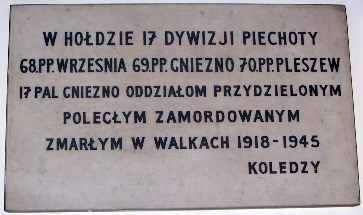
Tablica w kościele garnizonowym w Londynie